# Wilaya de Tamanrasset
La wilaya de Tamanrasset (en berbère : ⵜⵣ'ⵓⵏⵜ ⵏ ⴰⴾⴰⵍ ⵜⴰⵏ ⵜⴰⵎⴰⵏⵗⴰⵙⵜ ; en arabe : ولاية تمنراست), située dans le sud de l'Algérie, est la plus grande wilaya du pays en termes de superficie, couvrant environ 338 560 km2. Fondée en 1974, elle est un carrefour culturel et géographique, marquée par l'immensité du Sahara et les montagnes de l'Ahaggar, dont le sommet le plus élevé, le Tahat, atteint 3 003 mètres d'altitude. Son chef-lieu, la ville de Tamanrasset, constitue un centre névralgique de la région, situé à la croisée des chemins commerciaux et culturels entre l'Algérie, le Niger et le Mali. La wilaya est dominée par des paysages désertiques, parsemés de montagnes et de vastes étendues rocailleuses, avec un climat extrêmement aride. Les températures dépassent souvent les 40°C en été, tandis que les nuits peuvent être fraîches en hiver. Ces conditions ont façonné la vie des habitants, principalement issus des Touareg, une communauté berbère traditionnelle, avec une culture profondément ancrée dans la survie et les modes de vie du désert.
La population de la wilaya est d’environ 245 000 habitants (en 2019), mais elle reste relativement faible en densité en raison de l'immensité du territoire. Les habitants se concentrent autour de la ville de Tamanrasset et des oasis environnantes. La langue principale est le tamazight, bien que l'arabe soit aussi largement utilisé. La société locale est marquée par des coutumes ancestrales, avec un mode de vie qui repose principalement sur l'élevage, le commerce et l’artisanat. Les Touareg, connus pour leur hospitalité et leur savoir-faire, préservent les traditions locales, notamment à travers la musique, la danse et l'artisanat, notamment les bijoux et les tapis. L’histoire de la région remonte à plusieurs siècles, Tamanrasset ayant longtemps servi de point de passage pour les caravanes reliant le Maghreb à l'Afrique sahélienne. Cette position stratégique a permis à la région de devenir un véritable carrefour où se croisent plusieurs civilisations, notamment berbères, arabes et sahariennes. Des vestiges, tels que les gravures rupestres du Tassili, inscrites au patrimoine mondial de l'UNESCO, témoignent de la richesse historique de cette région.
L'économie de la wilaya de Tamanrasset repose principalement sur l'exploitation des ressources naturelles, le commerce et l'artisanat. La région est riche en ressources minérales, dont des gisements d'or et d'uranium, qui jouent un rôle majeur dans son développement industriel et commercial. L'agriculture et l'élevage, notamment dans les oasis, constituent également des activités économiques importantes. Des cultures telles que les dattes et l'orge sont cultivées dans les zones oasiennes. Le secteur touristique connaît une croissance, attirant des visiteurs pour découvrir les paysages exceptionnels du Parc culturel de l'Ahaggar, ainsi que des sites historiques comme les peintures rupestres et les anciens campements des Touareg. En dépit de son climat rigoureux et de son faible taux de population, la wilaya demeure un symbole de résilience, offrant une fenêtre sur l’histoire et la culture saharienne de l'Algérie.

## Toponymie
La wilaya de Tamanrasset possède une riche toponymie qui reflète à la fois son histoire, ses origines culturelles et les influences diverses qui ont façonné cette région algérienne. Le nom de sa capitale, Tamanrasset, provient de la langue touareg. Selon la population locale, le nom signifierait probablement celui d'une femme semi-mythologique morte, appartenant à une tribu nommée Timghasaten. Cette dernière serait devenue un haut lieu pour ses descendants, qui ont décidé de s'y installer et de peupler la région. Avec le temps, la ville a pris le nom de Tamanrasset, d'où provient finalement l'origine du nom de la wilaya. D'autres sources, bien que moins nombreuses, évoquent l'origine du nom Tagenturt, un mot berbère signifiant « hameau » ou « petit village ». Enfin, d'autres théories suggèrent que Tamanrasset provient de la langue touareg Arak et signifierait probablement « le lieu de l'eau » ou « source de l'eau », soulignant l'importance vitale de l'eau dans un environnement aussi aride que le désert du Sahara. Cette ville, jadis un point de passage crucial pour les caravanes commerciales, est représentative des liens étroits entre les peuples locaux, notamment les Touareg, et leur environnement naturel.
En dehors de la capitale, de nombreux autres toponymes de la région trouvent leurs racines dans la langue berbère et touareg, comme l'Ahaggar, une chaîne montagneuse qui symbolise la majesté du désert, ou le Hoggar, qui pourrait être dérivé du terme touareg Ager, signifiant « la terre des nobles » ou « le lieu des nobles »,. Les paysages désertiques et montagneux ont inspiré des noms comme Tassili, qui désigne des plateaux rocheux, ou Tassili n'Ajjer, un site géologique emblématique.
Les toponymes de Tamanrasset sont également liés à l'histoire et à la culture des peuples qui ont habité la région. Les oasis de l'ancienne wilaya, telles que In Salah, portent des noms qui évoquent des caractéristiques naturelles ou des qualités recherchées, comme le bien-être et la santé, en référence à l'eau précieuse qui y est présente. Ces noms illustrent le lien profond entre les populations locales et leur environnement, ainsi que leur capacité à s'adapter à des conditions de vie difficiles. Enfin, l'empreinte de la colonisation française reste présente dans certains noms de lieux, bien que la majorité des toponymes soient restés dominés par les racines touareg et berbère. En somme, la toponymie de la Wilaya de Tamanrasset témoigne d'une histoire complexe et d'une interaction constante entre l'homme, la culture et le désert

## Géographie

### Situation
La wilaya de Tamanrasset est la plus grande wilaya de l'Algérie en termes de superficie, couvrant un vaste territoire de 338 560 km2, soit près de 14 % du territoire national,. Située dans le sud du pays, elle est un point névralgique du désert du Sahara et fait office de porte d’entrée entre l'Algérie et le Niger. Sa géographie unique en fait une région à la fois stratégique et isolée, où les conditions de vie sont influencées par l'aridité et la diversité des paysages.
La wilaya est délimitée comme suit :
- Au nord, par la wilaya d'In Salah, qui marque la transition entre le Sahara central et les régions plus habitées du nord du pays.
- Au nord-est, par la wilaya d'Illizi, qui est caractérisée par des reliefs montagneux et des plateaux désertiques.
- À l'est, par les wilayas d'Illizi et de Djanet,
- À l'ouest, par la wilaya d'Adrar et la wilaya de Bordj Badji Mokhtar,
- Au sud, par la wilaya d'In Guezzam, qui présente également une frontière avec le Niger,
- Au sud-est, la wilaya de Tamanrasset est limitée par le Niger, un pays du Sahel qui partage avec l'Algérie des frontières longues et parfois difficiles à surveiller en raison de l'étendue désertique.

La géographie de la wilaya de Tamanrasset est marquée par des paysages contrastés, allant des montagnes du Hoggar au désert aride du Sahara central. Le Hoggar, avec des sommets comme celui de l'Assekrem, est un véritable massif montagneux qui s'élève dans cette région, créant un climat plus frais en altitude. En revanche, les zones plus au sud et au sud-est sont dominées par des étendues désertiques et des formations de sable, rendant la vie difficile et exigeant une forte adaptation des populations locales.
La wilaya est traversée par des voies de communication stratégiques, qui la relient au reste de l'Algérie, notamment par la route nationale 1 qui mène également vers le Niger en passant par In Guezzam, facilitant les échanges commerciaux. Bien que relativement isolée, Tamanrasset demeure une zone stratégique pour les échanges transfrontaliers.
Le climat de la wilaya est typiquement saharien, avec des températures extrêmement élevées en été et des nuits froides en hiver. Ce climat rigoureux influence directement la vie quotidienne des habitants, principalement constitués des Touareg et d'autres communautés nomades qui ont su s'adapter à cet environnement hostile.
| Wilaya d'Adrar Wilaya d'In Salah             | Wilaya d'In Salah     | Wilaya d'Illizi                  |
| Wilaya d'Adrar Wilaya de Bordj Badji Mokhtar | wilaya de Tamanrasset | Wilaya d'Illizi Wilaya de Djanet |
| Wilaya de Bordj Badji Mokhtar                | Wilaya d'In Guezzam   | Niger                            |

### Relief

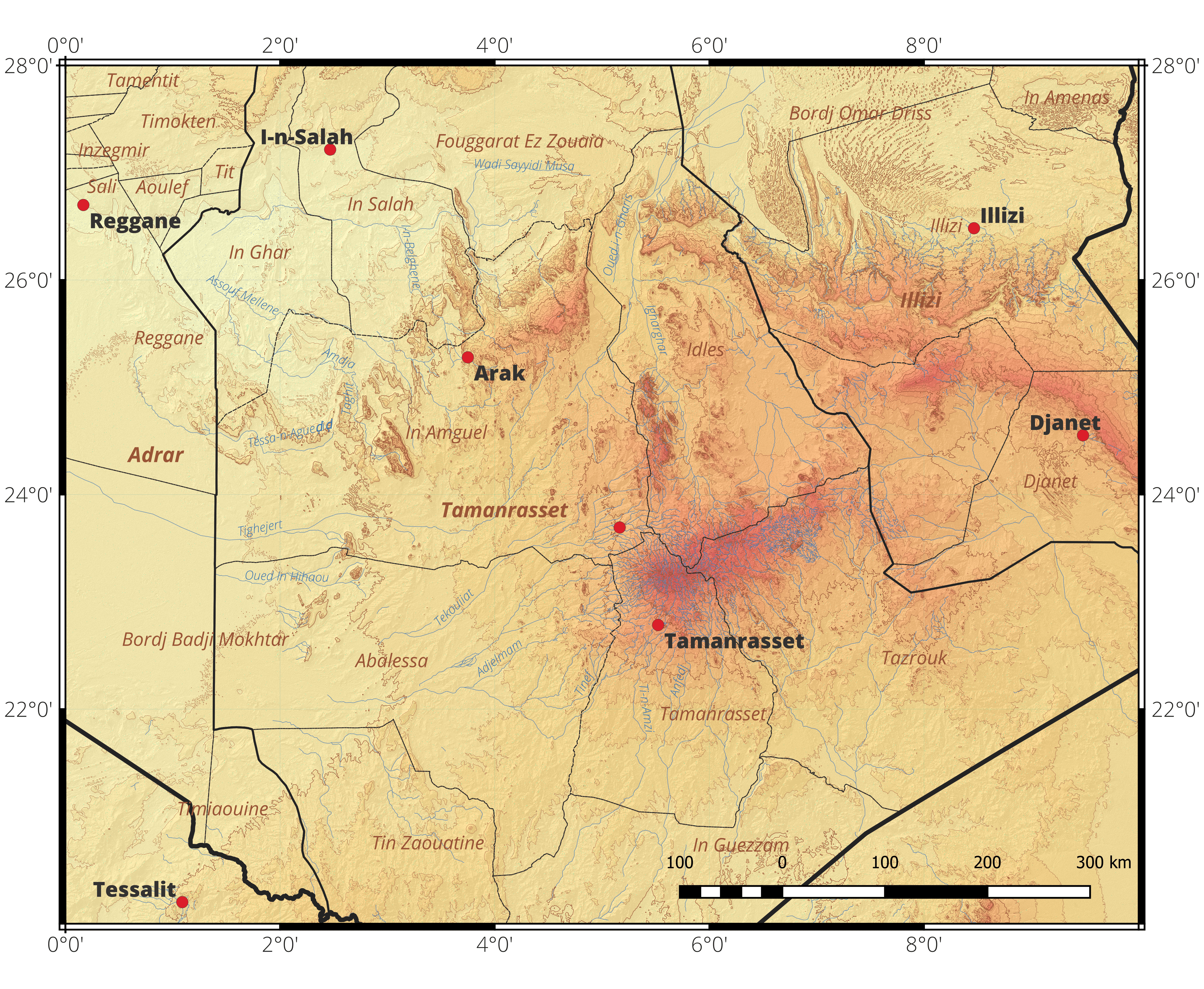
Carte topographique du Hoggar et des régions environnantes de la wilaya de Tamanrasset.

La wilaya de Tamanrasset se distingue par une grande diversité de reliefs, entre montagnes imposantes, plateaux désertiques et vastes étendues sablonneuses. Le massif du Hoggar, qui couvre une grande partie du territoire de la wilaya, constitue un élément central du relief. Ce massif montagneux, formé par des roches volcaniques anciennes, est l'un des plus remarquables du Sahara. Il abrite le point culminant de l'Algérie, le mont Tahat, qui atteint 3 003 mètres d’altitude. Ce massif est caractérisé par des sommets escarpés, des crêtes rocheuses, des vallées profondes et des plateaux vastes, qui forment un paysage à la fois majestueux et accidenté. Le Hoggar, qui a une grande importance géologique et historique, est également un lieu sacré pour les Touareg, qui y trouvent leurs racines culturelles et spirituelles.
Outre les montagnes du Hoggar, le relief de la wilaya de Tamanrasset comprend également des étendues désertiques, où les dunes de sable sont omniprésentes. Ces zones sablonneuses font partie du vaste désert du Sahara, le plus grand désert chaud du monde. Le territoire est marqué par des étendues de sable fin, de grandes plaines et de petites collines isolées. La région connaît des variations de température extrêmes, avec des journées très chaudes et des nuits froides, un phénomène qui façonne la vie des populations locales. Les dunes, bien qu'impressionnantes, cachent des formations géologiques sous-jacentes, comme des roches érodées et des fissures qui témoignent de l’histoire de la région. Dans cette immensité désertique, le relief constitue une barrière naturelle et difficilement accessible, ce qui rend l'habitat et les déplacements dans la région un défi pour les populations.
Malgré l’aridité générale de la région, des oasis et des palmeraies existent, notamment à Abalessa et Tazrouk, où l'eau est présente sous forme de nappes phréatiques, ce qui permet la vie humaine et animale dans ce milieu impitoyable. Ces oasis, souvent situées à l’intersection de chaînes montagneuses et de plaines désertiques, jouent un rôle crucial dans la vie des habitants. Elles sont sources d'eau douce et d'agriculture de subsistance. En plus de cela, le relief de la wilaya de Tamanrasset présente une richesse géologique, avec des minéraux précieux comme l’or, qui attirent l’attention des industriels et des chercheurs. La géographie de cette région complexe et variée n’est pas seulement un cadre naturel, mais elle joue aussi un rôle clé dans l’économie locale, notamment en ce qui concerne les ressources naturelles et les échanges commerciaux à travers le désert.

Paysages de la wilaya de Tamanrasset (sélection)
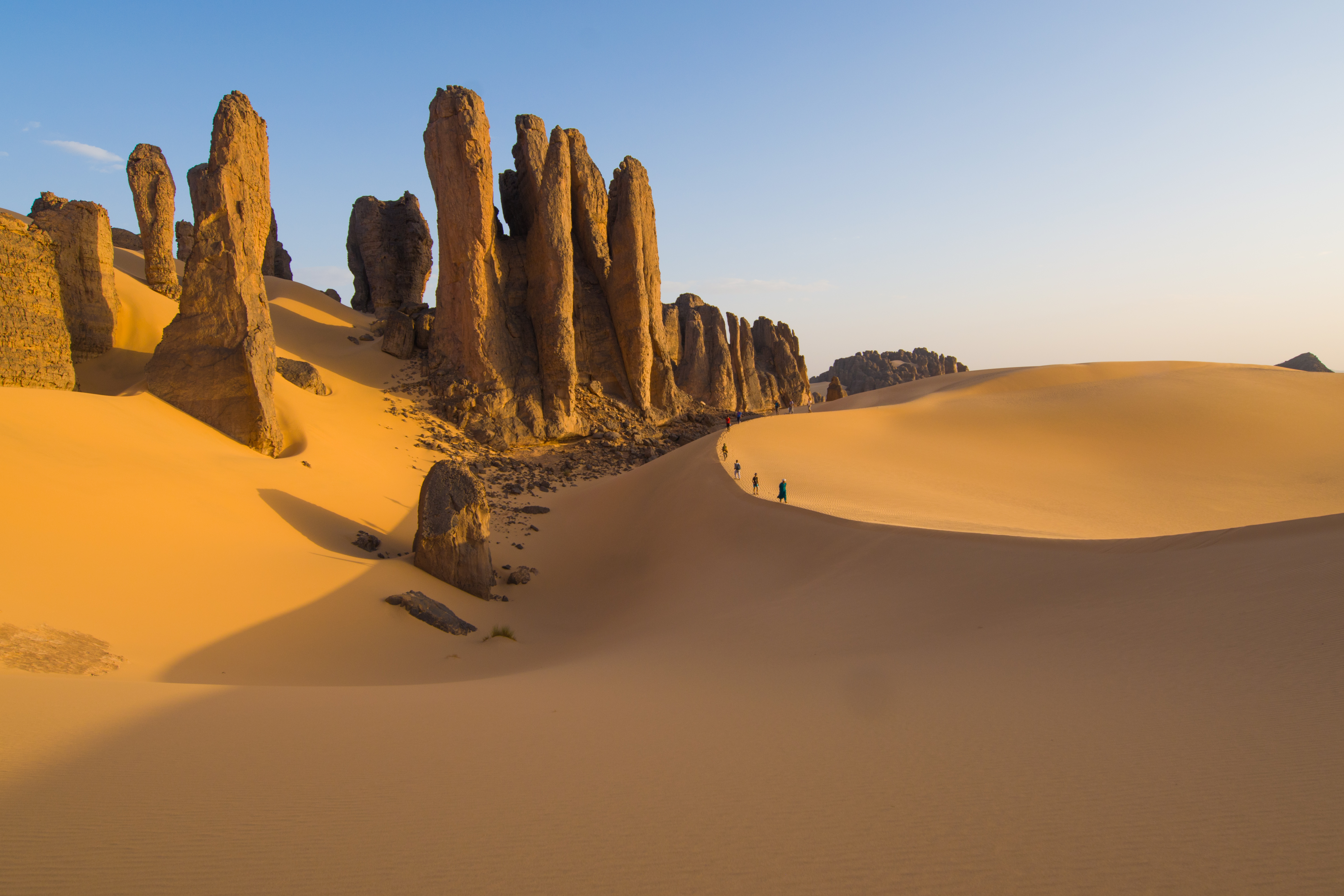
Dunes de la région.
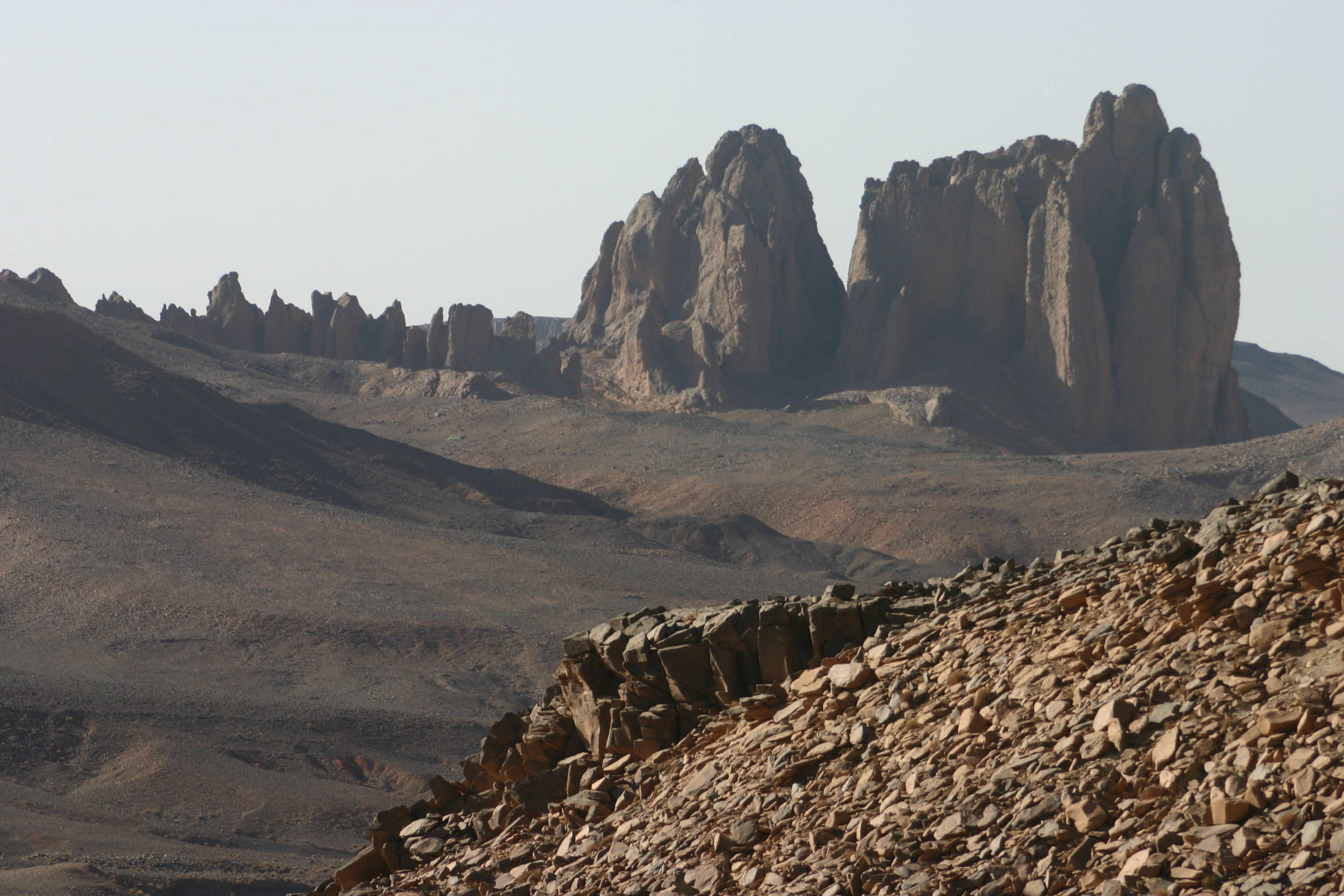
Le parc culturel de l’Ahaggar.
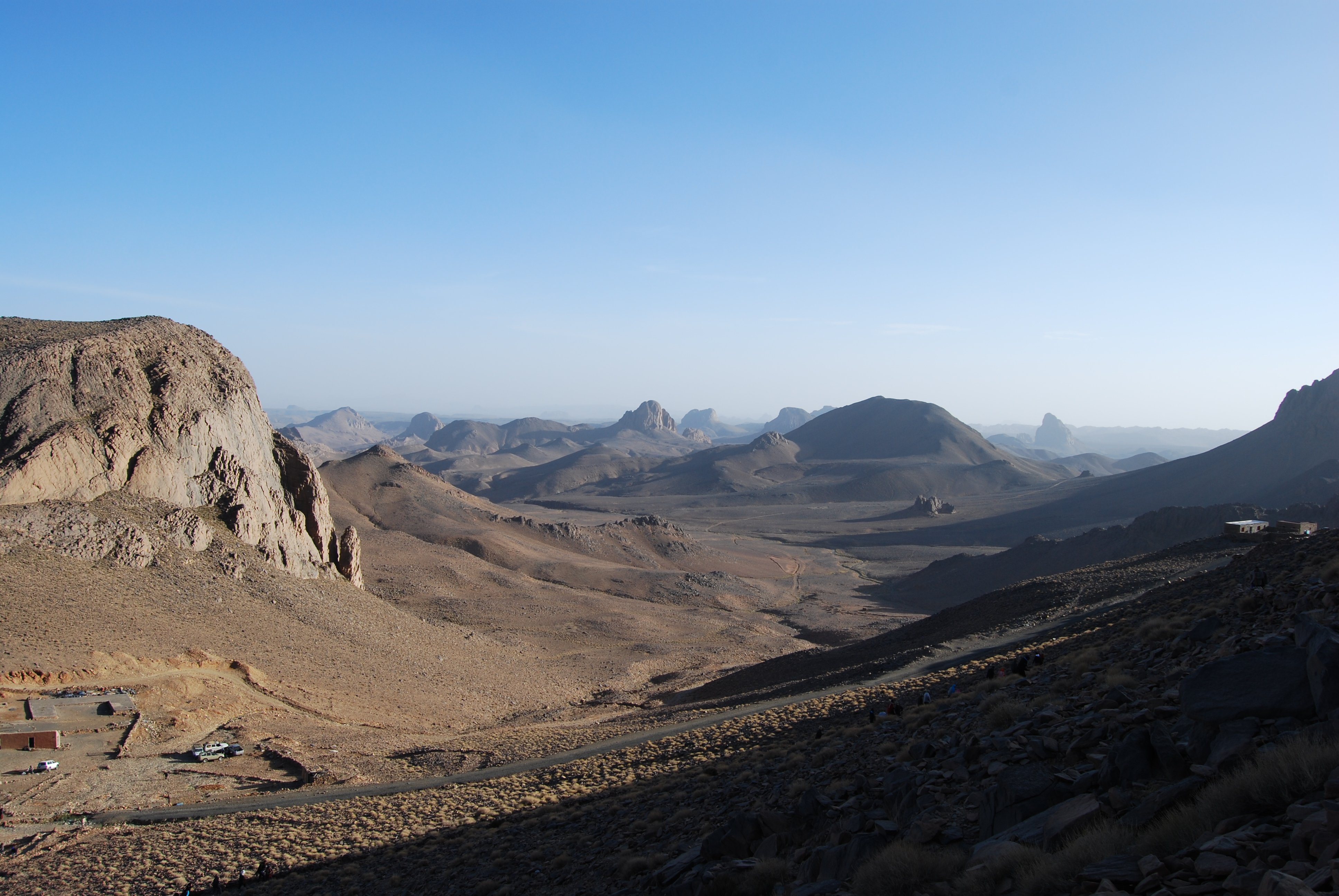
L'Assekrem.
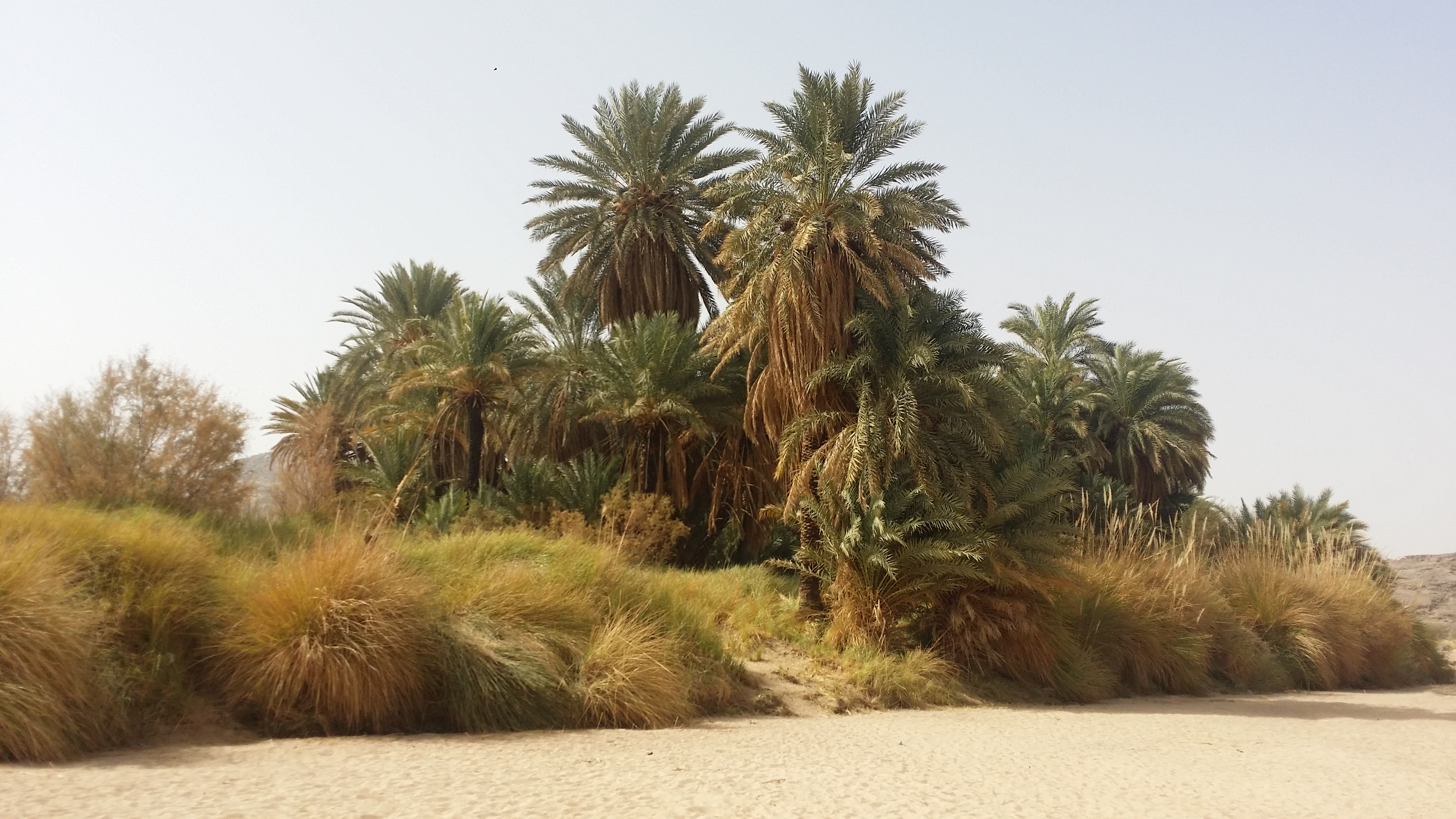
Palmiers de la région.
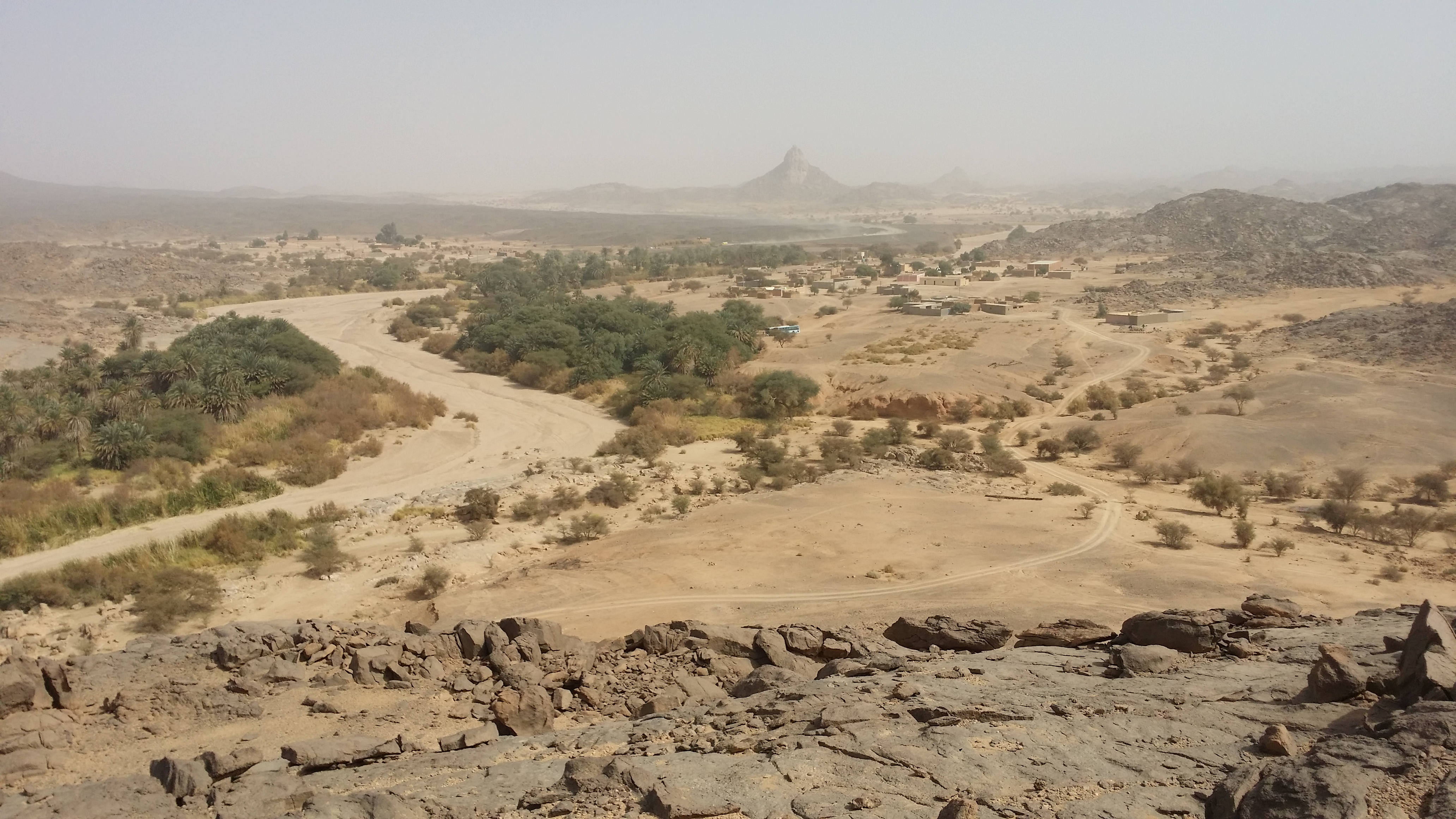
Paysage du Hoggar.

### Hydrographie

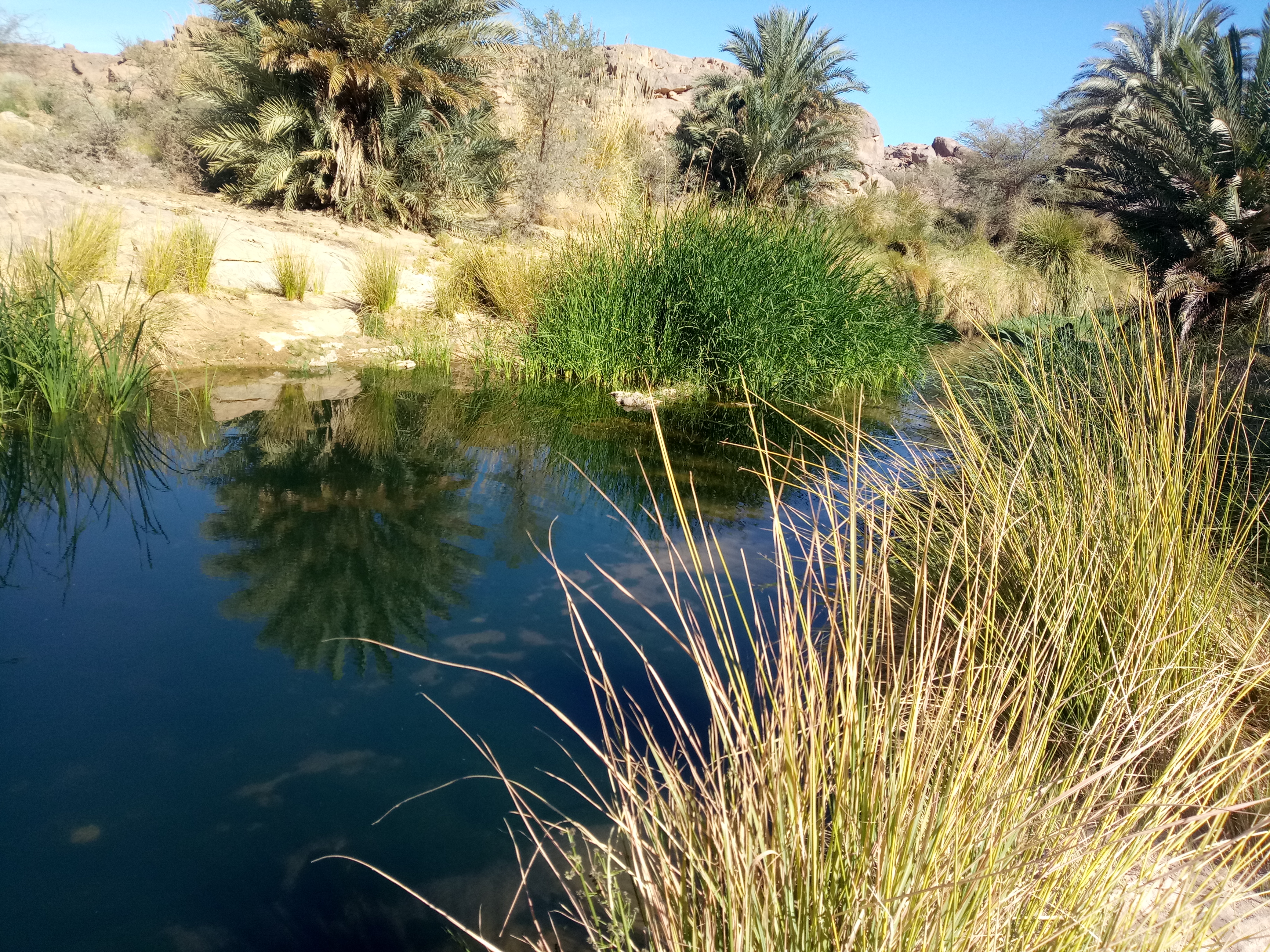
Une oasis proche de Tamanrasset.

La wilaya, située en plein cœur du désert du Sahara, possède une hydrographie particulièrement marquée par sa grande aridité. En effet, la région est largement dépourvue de rivières et de lacs permanents en raison de son climat désertique. Cependant, elle abrite plusieurs sources d'eau souterraine, notamment des nappes phréatiques, qui constituent les principales ressources en eau pour les populations locales. Ces nappes sont exploitées à travers des puits et des forages, fournissant de l'eau aux oasis et aux quelques zones habitées de la wilaya. La région de Tamanrasset dépend largement de ces ressources souterraines pour l'agriculture, l'élevage et la consommation domestique, malgré la rareté de la pluie. Ces nappes phréatiques, bien qu'importantes, restent vulnérables face aux conditions climatiques extrêmes et à l'usage intensif, ce qui rend leur gestion durable primordiale pour l'avenir de la région.
Bien que les cours d'eau de surface soient quasi inexistants, des phénomènes comme les wadi (ou oued) traversent la wilaya. Ce sont des vallées temporaires, qui ne sont remplies d'eau qu'après de rares pluies. Les wadi de la région jouent un rôle essentiel dans le drainage des eaux de pluie, permettant une infiltration qui alimente les nappes phréatiques. Lors des rares épisodes pluvieux, ces cours d'eau peuvent se transformer en torrents, créant des inondations localisées mais temporaires. La gestion de l'eau en wilaya de Tamanrasset est donc un défi constant, nécessitant des solutions adaptées à un environnement où l'eau reste une ressource précieuse et souvent difficile à trouver. La wilaya est aussi caractérisée par des oasis comme celles de Tamanrasset, qui, en raison de leur position géographique favorable, bénéficient d'un approvisionnement en eau qui leur permet de maintenir une activité agricole et de soutenir la population locale. La dépendance à l'eau souterraine, combinée à la gestion des rares sources d'eau de surface, reste un facteur déterminant pour le développement socio-économique et la durabilité environnementale de la région.

### Climat

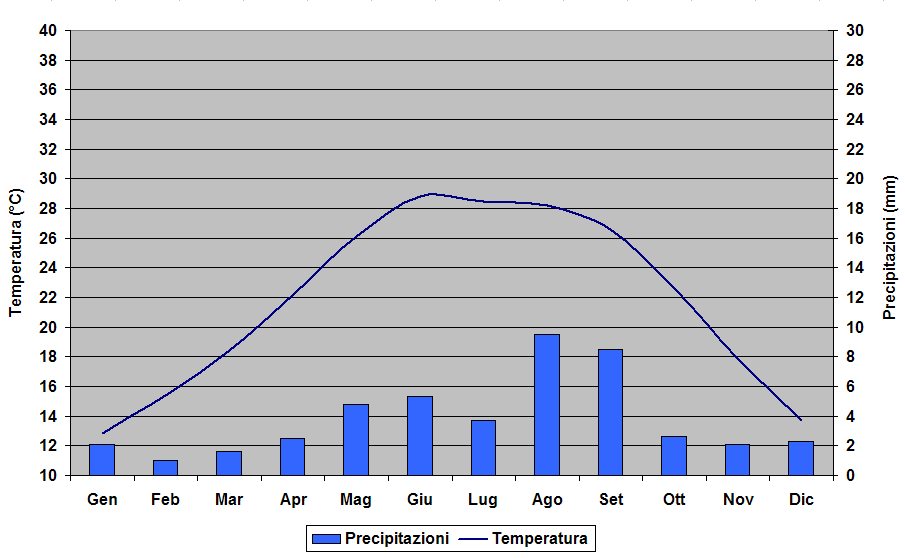
Diagramme climatique (en italien) de 2012 de Tamanrasset en Algérie.

Le climat de la wilaya est caractérisé par des conditions désertiques typiques, avec des températures extrêmement élevées pendant l'été et des hivers relativement doux. En raison de sa situation géographique, au cœur du Sahara, la région fait face à un climat chaud et sec, marqué par une grande amplitude thermique. Selon la classification de Köppen, ce climat est classé en BWh (climat désertique chaud), un type de climat caractérisé par des températures élevées et des précipitations très faibles}. Les températures estivales peuvent atteindre des niveaux extrêmement élevés, souvent supérieurs à 40 °C, voire 45 °C lors des vagues de chaleur. Ces conditions sont accentuées par le manque d'humidité et les faibles précipitations, qui font de la wilaya de Tamanrasset l'une des zones les plus arides d'Algérie. Les mois de juin à août sont les plus chauds, où les températures diurnes restent constamment élevées, et les nuits ne permettent que peu de fraîcheur. En hiver, cependant, les températures peuvent chuter de manière significative la nuit, en raison de l'absence de couverture nuageuse et de l'exposition directe au ciel dégagé. Les journées d'hiver restent relativement douces, avec des températures variant entre 15 °C et 20 °C, mais les nuits peuvent descendre en dessous de 5 °C, surtout dans les zones montagneuses du Hoggar et de l'Ahaggar,.
Les précipitations dans la wilaya de Tamanrasset sont rares, avec des moyennes annuelles souvent inférieures à 50 mm, bien que des épisodes de pluies occasionnelles se produisent durant l'hiver. Ces rares pluies sont généralement imprévisibles et peuvent varier d’une année à l’autre, rendant l’agriculture et l’approvisionnement en eau très dépendants de ces phénomènes sporadiques. Les oasis de la région, comme celle de Tamanrasset, qui bénéficient d'un approvisionnement en eau par les nappes phréatiques, sont essentielles pour la survie des populations locales. En été, la température de surface peut augmenter considérablement à cause de l'effet de la chaleur qui se dégage du sol désertique, créant une atmosphère parfois étouffante, surtout dans les vallées et wadi qui agissent comme des pièges à chaleur. De plus, la région est souvent sujette aux vents chauds et secs, appelés sirocco, qui soufflent en provenance du Sahara, apportant des nuages de sable et réduisant la visibilité tout en augmentant la température ressentie. Ce climat extrême, avec des journées brûlantes et des nuits fraîches, exige une grande adaptation de la part des habitants et des infrastructures, notamment en ce qui concerne la gestion des ressources en eau et la protection des cultures contre la chaleur intense,.
| Données                    | Station                 | jan. | fév. | mars | avril | mai  | juin | jui. | août | sep. | oct. | nov. | déc. | année |
| -------------------------- | ----------------------- | ---- | ---- | ---- | ----- | ---- | ---- | ---- | ---- | ---- | ---- | ---- | ---- | ----- |
| Températures moyennes (°C) | Abalessa                | 12,8 | 15,1 | 18,8 | 23,3  | 27,2 | 29,7 | 29,7 | 29,0 | 27,5 | 23,4 | 17,9 | 14,1 | 20,1  |
| Températures moyennes (°C) | Idles                   | 12,8 | 15,1 | 18,8 | 23,3  | 27,2 | 29,7 | 29,7 | 28,6 | 27,8 | 23,4 | 17,8 | 14,4 | 21,5  |
| Températures moyennes (°C) | In Amguel               | 12,8 | 15,7 | 18,8 | 23,3  | 27,2 | 29,7 | 30,1 | 29,4 | 26,9 | 23,3 | 17,9 | 14,1 | 21,9  |
| Températures moyennes (°C) | Tamanrasset             | 20,0 | 22,1 | 26,4 | 31,0  | 34,0 | 36,3 | 36,1 | 34,3 | 33,0 | 30,3 | 25,5 | 21,2 | 28,6  |
| Températures moyennes (°C) | Tazrouk                 | 12,8 | 15,2 | 18,8 | 23,3  | 27,4 | 29,7 | 29,2 | 29,3 | 28,6 | 23,4 | 17,9 | 14,3 | 22,8  |
| Précipitations (mm)        | Abalessa                | 5,4  | 25,7 | 24,1 | 13,9  | 14,3 | 8,2  | 16,2 | 11,8 | 8,3  | 15,4 | 3,3  | 9    | 12,4  |
| Précipitations (mm)        | Idles                   | 5,4  | 25   | 22,4 | 23,3  | 14,2 | 8,2  | 16,2 | 11,8 | 8,4  | 15,4 | 3,2  | 9    | 13,6  |
| Précipitations (mm)        | In Amguel               | 5,4  | 25,7 | 18,8 | 13,9  | 14,3 | 8,2  | 16,2 | 11,8 | 8,4  | 15,1 | 3,3  | 9    | 12,4  |
| Précipitations (mm)        | Tamanrasset             | 1    | 5,8  | 5,1  | 3,9   | 5,5  | 5,7  | 9,7  | 19,7 | 16   | 8    | 3    | 3    | 7,6   |
| Précipitations (mm)        | Tazrouk                 | 6,1  | 31,2 | 19,7 | 14,8  | 11,6 | 9,5  | 12,8 | 16,5 | 12,8 | 9,8  | 4,5  | 4,2  | 12,7  |
| Précipitations (mm)        | Source : Météo Algérie. |      |      |      |       |      |      |      |      |      |      |      |      |       |

## Gestion environnemental

### Faune
Les grands mammifères présents dans la wilaya de Tamanrasset comprennent l'Addax (Addax nasomaculatus),, la Gazelle dorcas (Gazella dorcas), la Gazelle leptocère (Gazella leptoceros), le Mouflon à manchettes (Ammotragus lervia), et le Fennec (Vulpes zerda). Plusieurs autres mammifères occupent la région, dont le Chacal doré (Canis aureus), le Caracal (Caracal caracal), et le Chat ganté (Felis silvestris lybica). Le Renard famélique (Vulpes rueppellii) est aussi présent dans les zones arides. Des populations d'Mouflon et de lycaons sont également présentes, bien que ces derniers soient relativement rares. Le Daman du Cap (Procavia capensis) et le Souris épineuse (Acomys cahirinus) se trouvent également dans la région.
La faune de la wilaya abrite également des reptiles spécifiques des zones désertiques, comme le Varan du désert (Varanus griseus), les Geckos tels que Tropiocolotes steudneri, Tropiocolotes tripolitanus, et Ptyodactylus hasselquistii. On y trouve aussi des serpents tels que la Vipère à cornes (Cerastes cerastes), la Couleuvre à dos rouge (Platyceps rhodorachis), le Myriopholis macrorhyncha et la Naja nubiae (Naja nubiae). Les Uromastyx (Uromastyx acanthinura) sont également présents, ainsi que le Poisson de sable (Scincus scincust).
En termes d'oiseaux, la wilaya abrite des espèces remarquables telles que l'Aigle royal (Aquila chrysaetos), le Vautour oricou (Torgos tracheliotus), et le Vautour percnoptère (Neophron percnopterus). Le Faucon crécerelle (Falco tinnunculus) et le Faucon lanier (Falco biarmicus) fréquentent également les cieux. Des espèces comme le Ganga couronné (Pterocles coronatus), le Corbeau à queue courte (Corvus rhipidurus), et le Monticole merle-bleu (Monticola solitarius) sont communs dans les terres arides. La Pie-grièche méridionale (Lanius meridionalis) et le Courvite isabelle (Cursorius cursor) sont également présents, tout comme le Œdicnème criard (Burhinus oedicnemus) et l'Outarde nubienne (Neotis nuba).
Les gueltas, rares points d'eau dans la wilaya, abritent divers poissons, dont le Barbeau du désert (Barbus anema), le Clarias gariepinus (Clarias gariepinus), et le Tilapia zillii (Tilapia zillii). D'autres espèces comme le Labeo niloticus (Labeo niloticus) et le Sarotherodon galilaeus (Sarotherodon galilaeus) peuplent aussi ces eaux.
Les insectes et autres petites créatures sont aussi abondants dans la région. Parmi eux, on trouve des Criquet pèlerin (Schistocerca gregaria), des Scorpions du Sahara, comme l'Androctonus australis, et d'autres espèces adaptées aux conditions extrêmes du climat saharien.

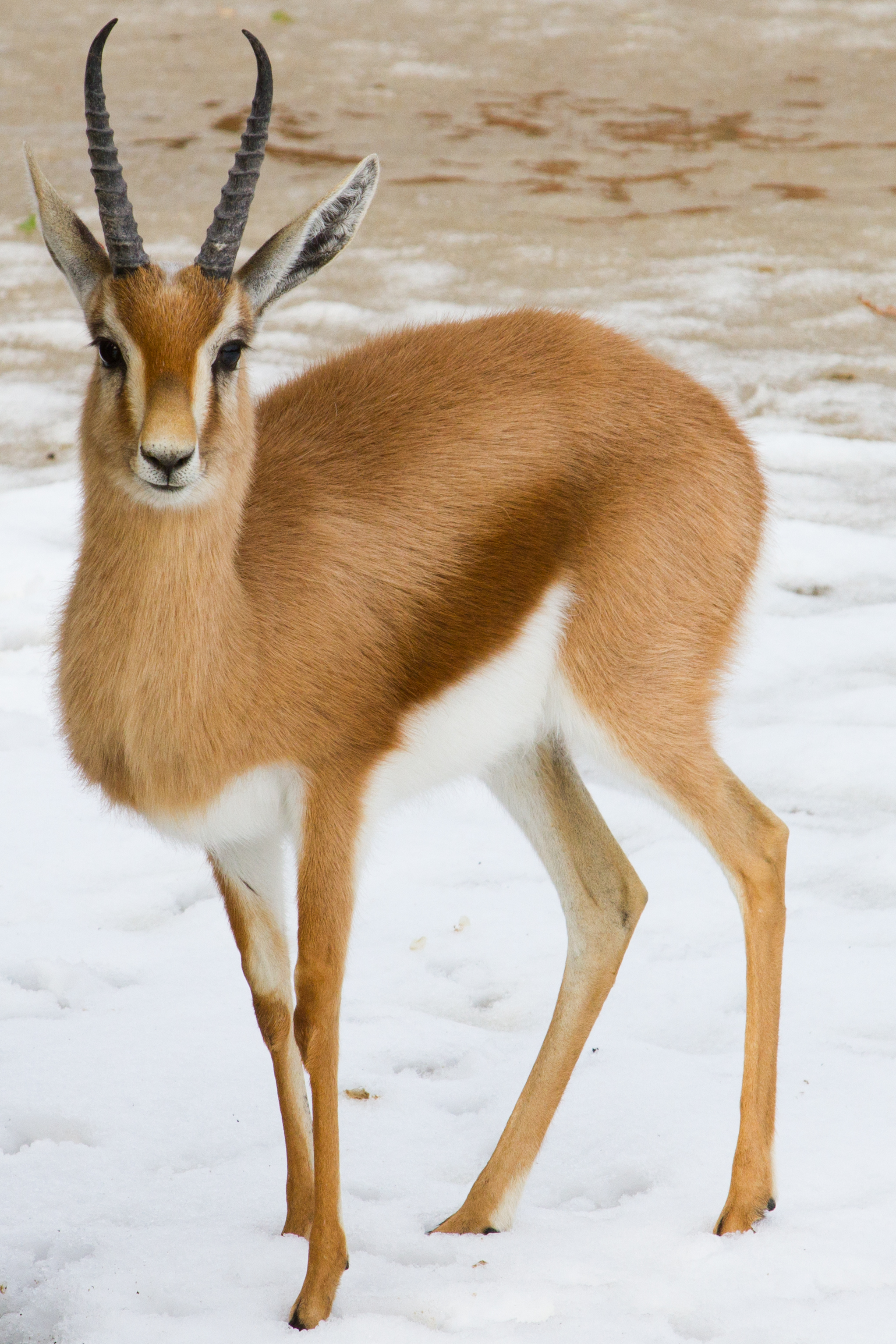
Gazella dorcas.
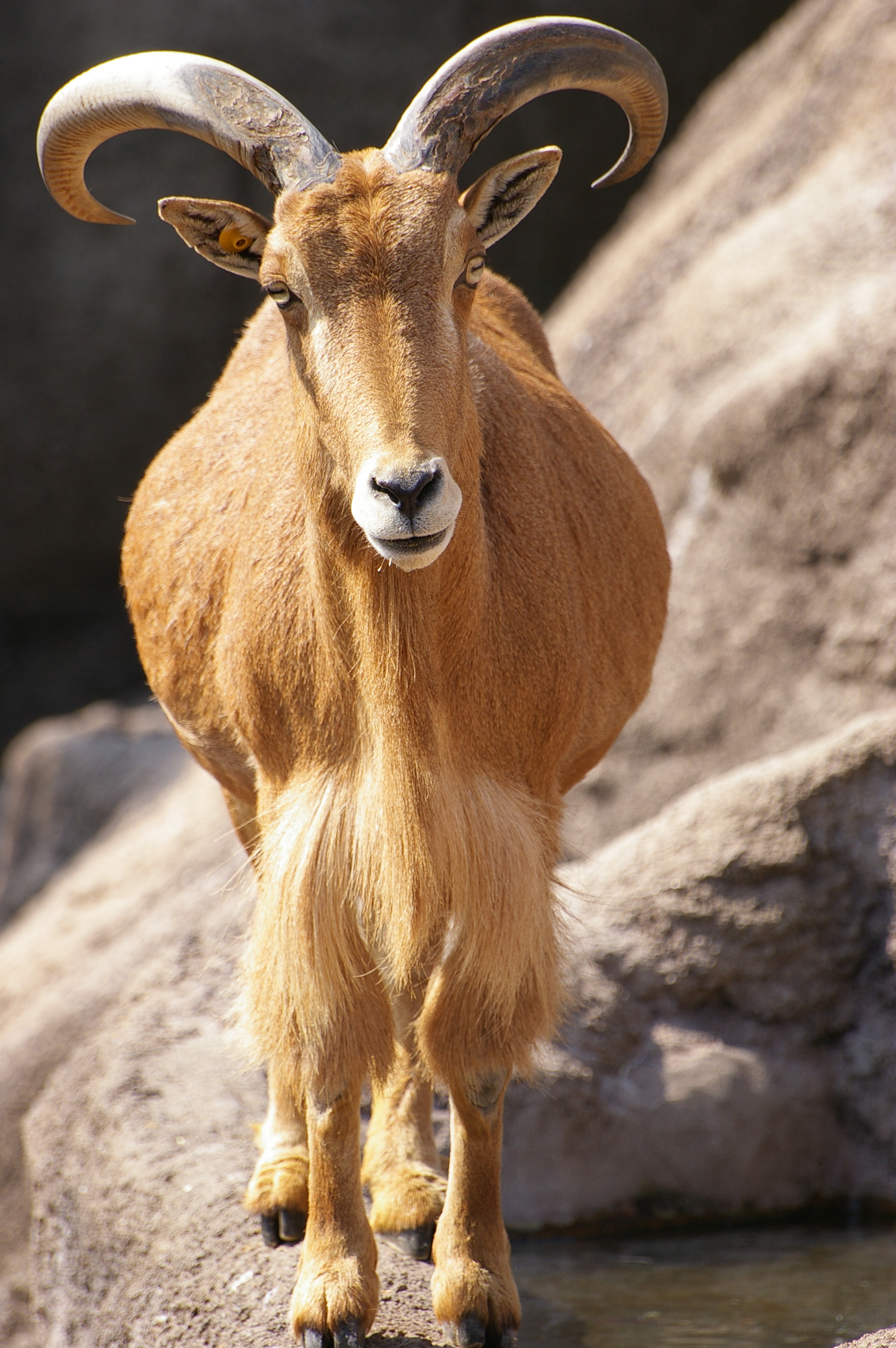
Ammotragus lervia.
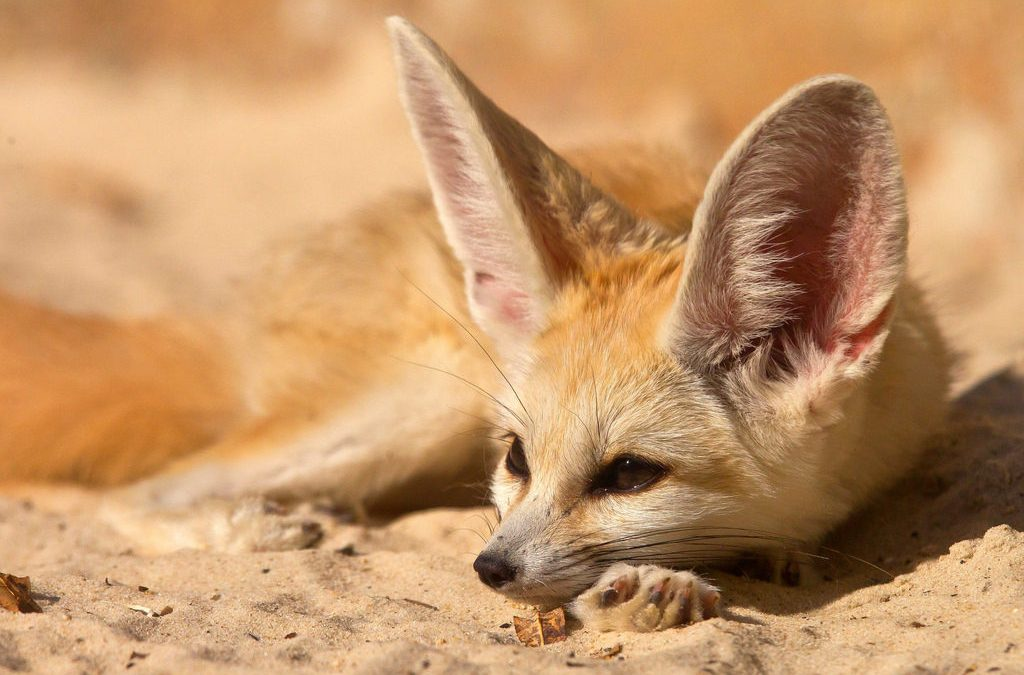
Vulpes zerda.
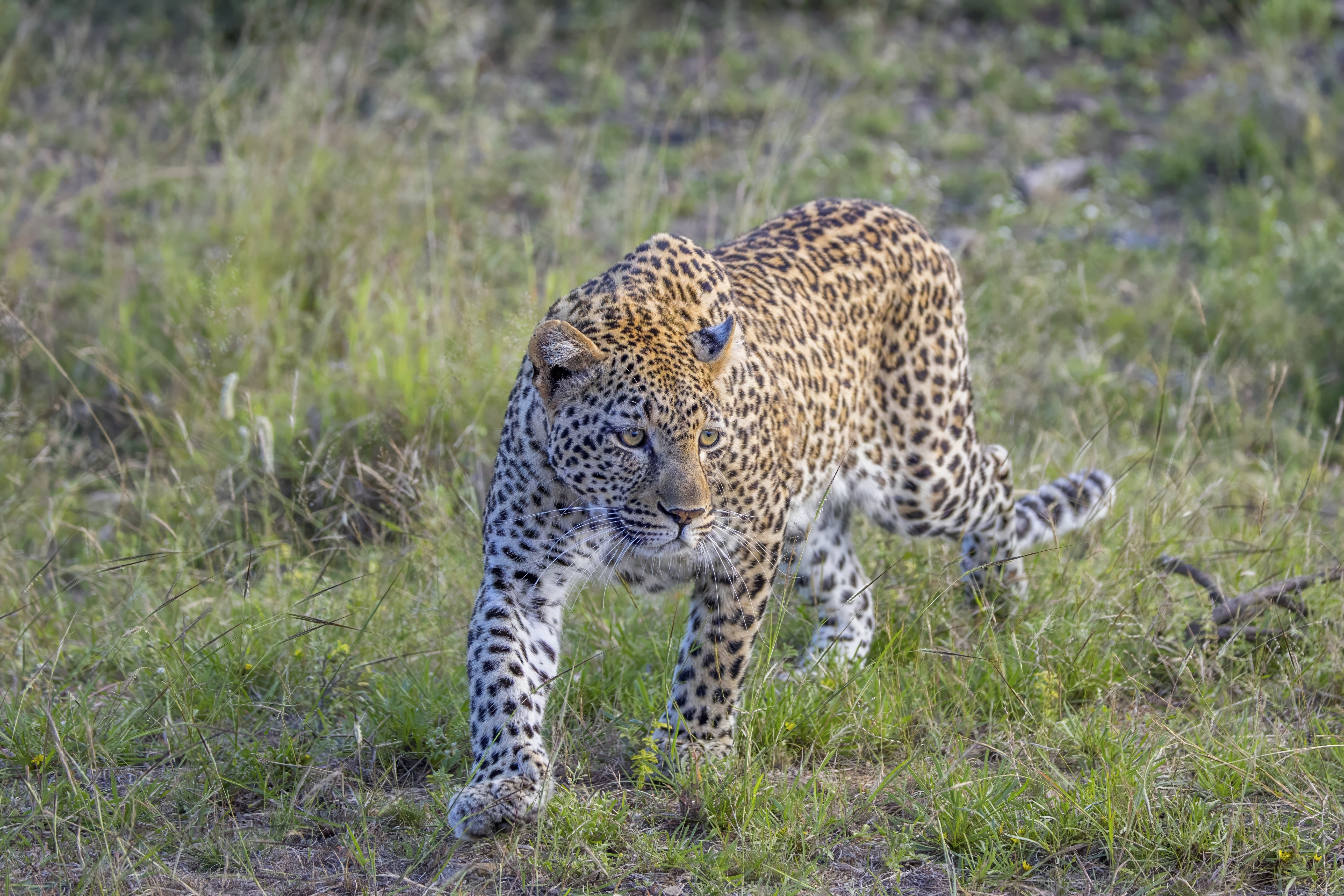
Panthera pardus panthera.
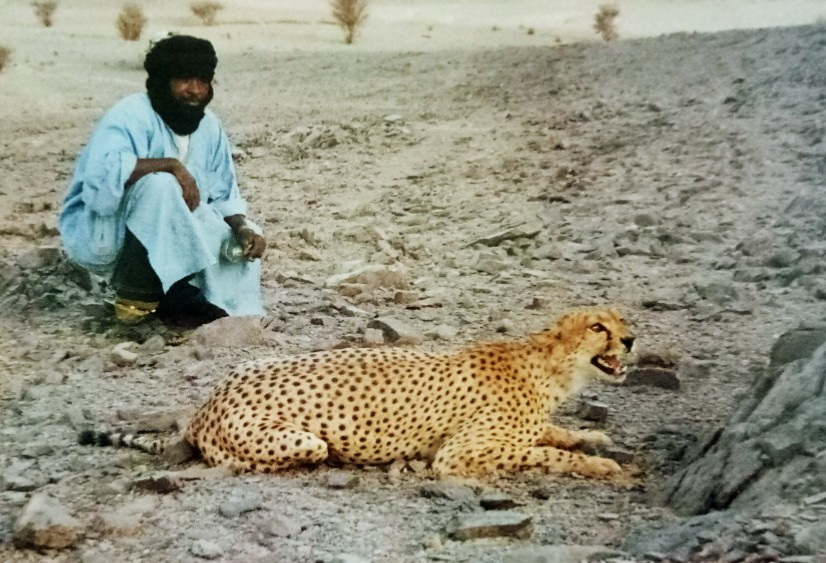
Acinonyx jubatus hecki.
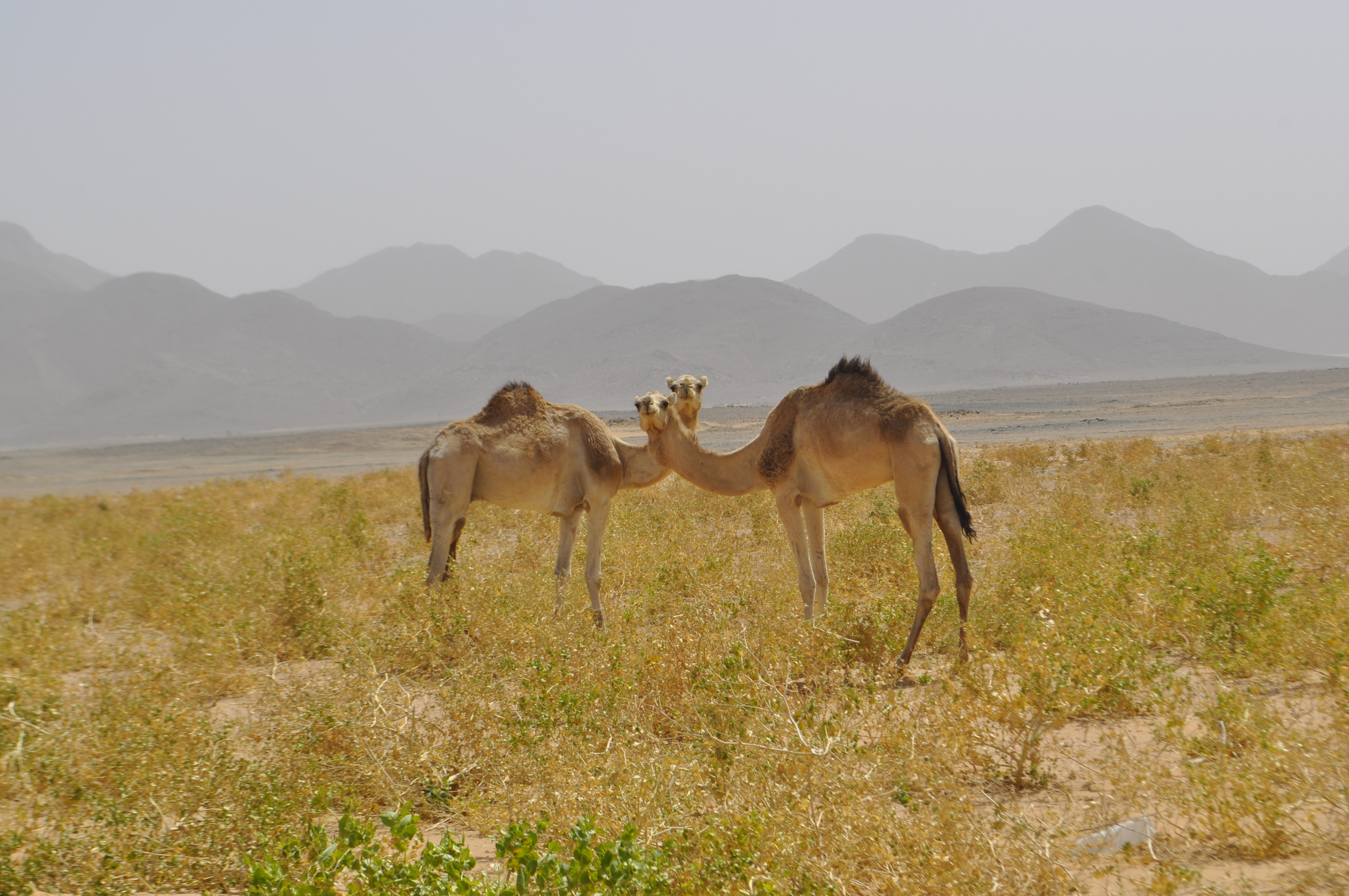
Camelus dromedarius.
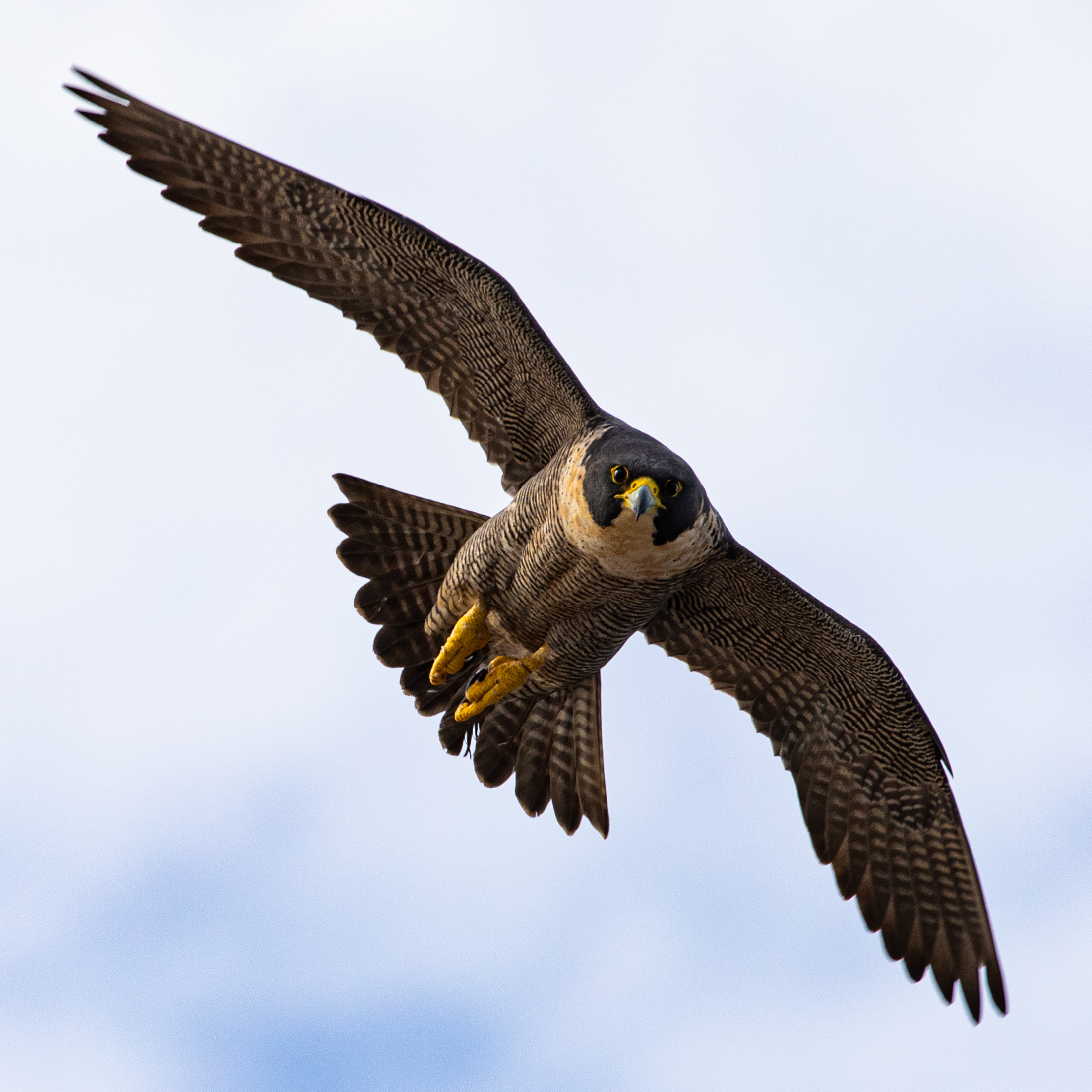
Falco peregrinus.
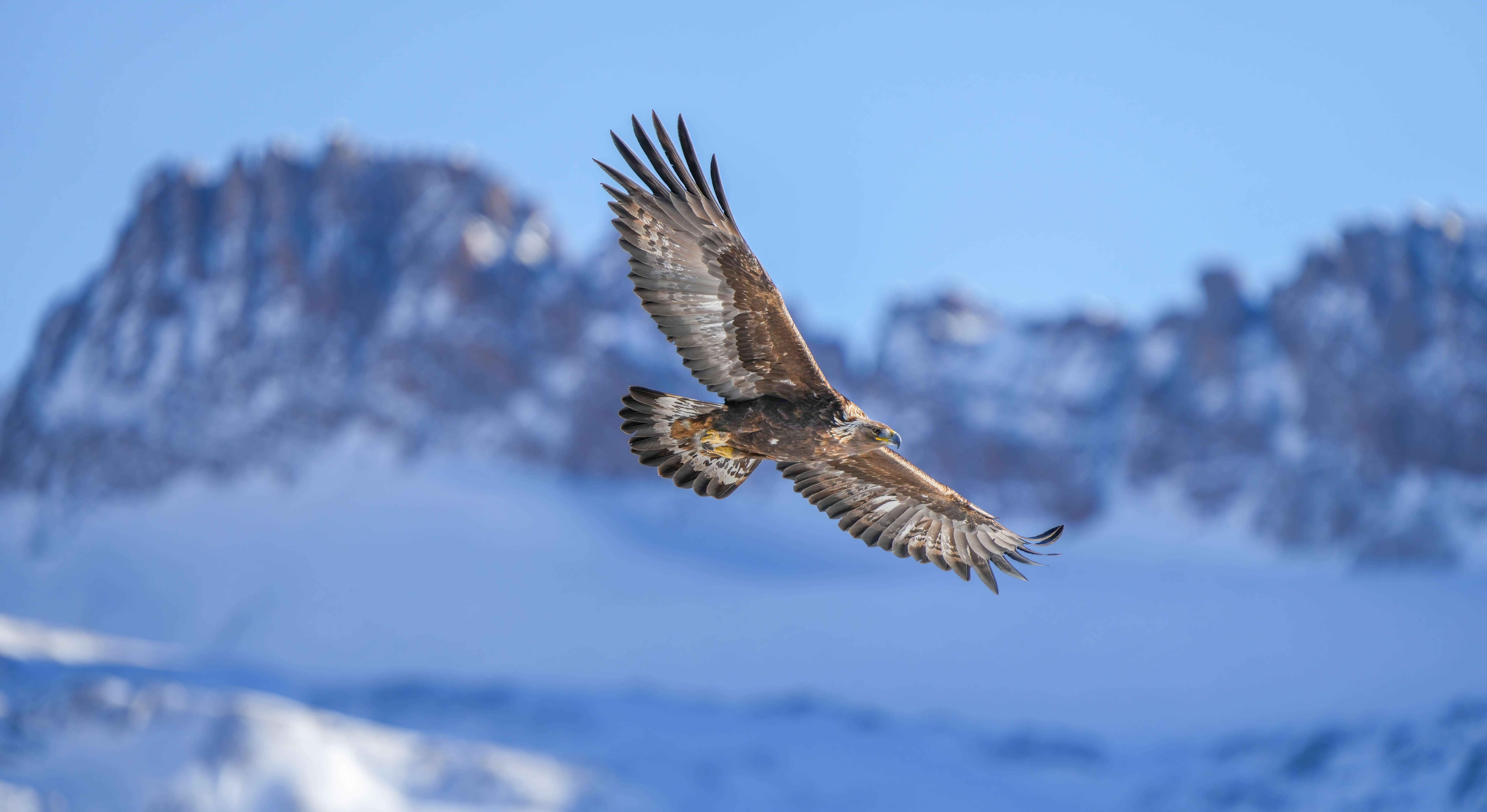
Aquila chrysaetos.
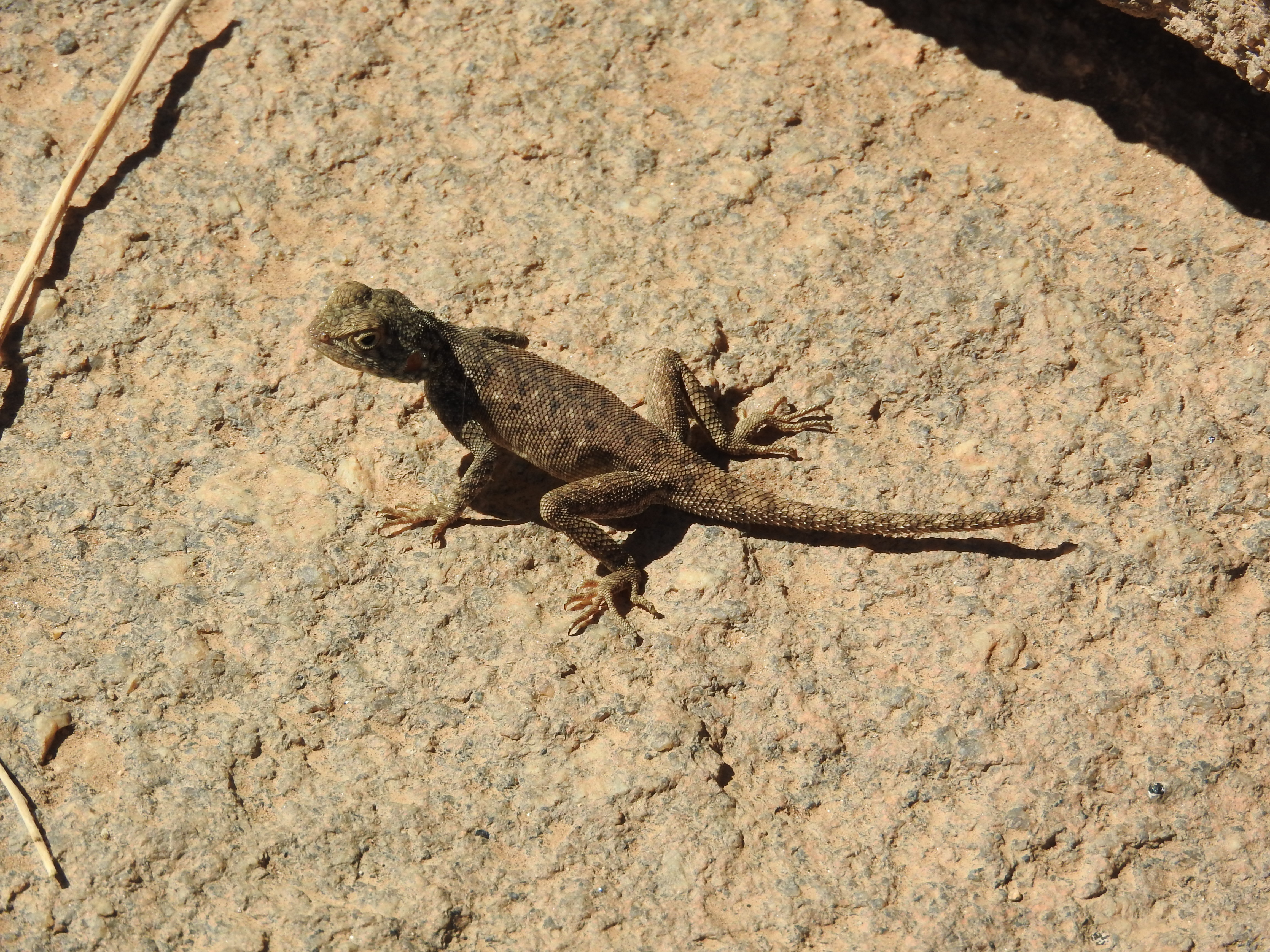
Lézard.
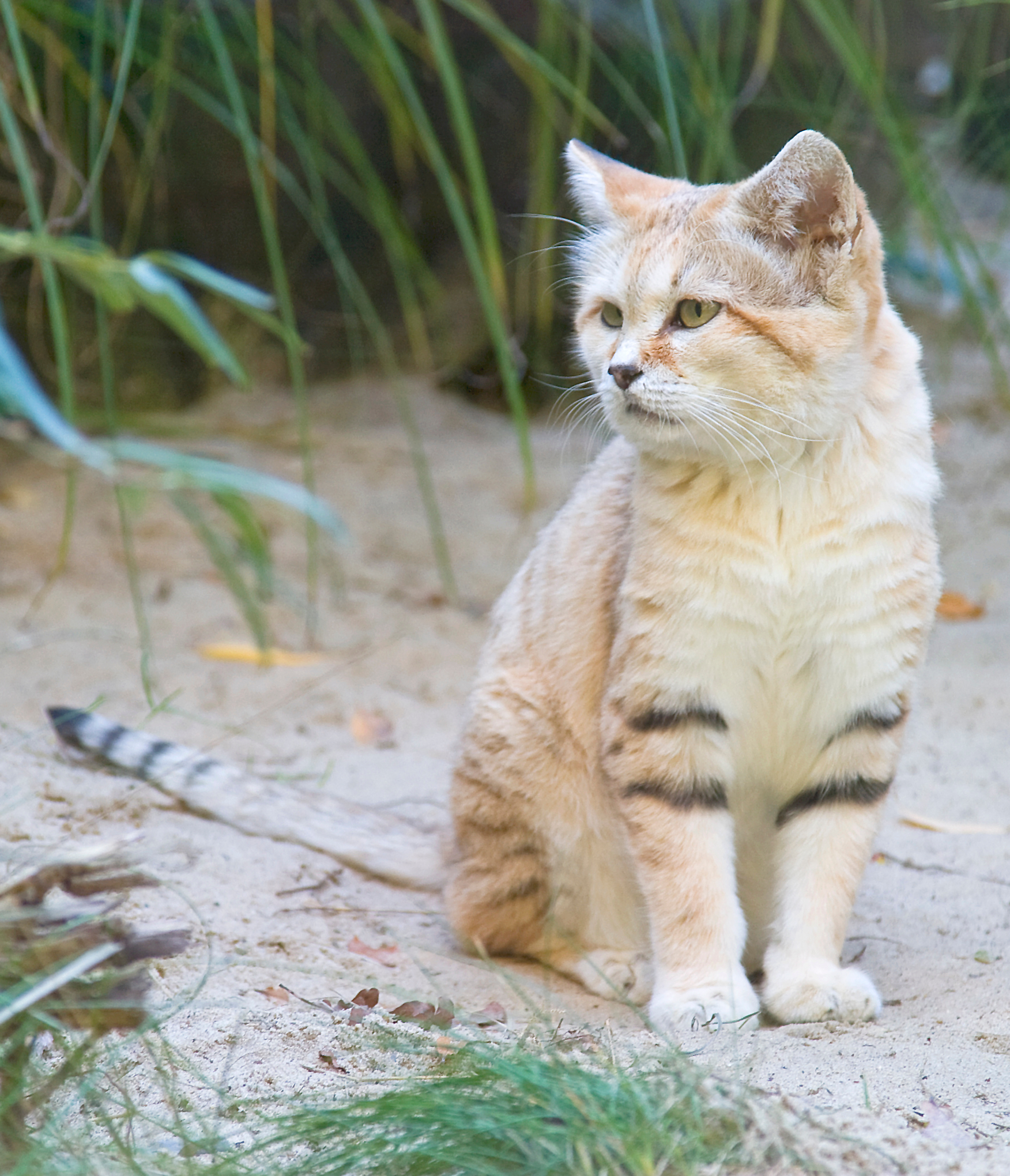
Felis margarita.

Les espèces de cette faune sont particulièrement adaptées aux conditions extrêmes du climat saharien. Les mammifères, reptiles, oiseaux, poissons et autres créatures sont souvent en équilibre précaire avec leur environnement, et plusieurs d'entre eux, comme l'Addax et le Vautour oricou, sont menacés par la désertification et le braconnage.

### Flore
La flore de la wilaya de Tamanrasset, située au cœur du Sahara, est caractérisée par une grande diversité d’espèces adaptées aux conditions extrêmes de sécheresse, de chaleur intense et de sols arides. Bien que la végétation soit relativement rare dans cette région, plusieurs plantes ont su développer des stratégies de survie uniques pour prospérer dans un environnement désertique. Parmi les plantes les plus courantes, on trouve des Acacias (Acacia faux-gommier), des Tamaris (Tamarix gallica), et des Salsola (Salsola Sieberi Presl), des arbustes résistants à la chaleur et à la salinité des sols. Le Tamaris est particulièrement adapté aux sols salins et aux zones proches des points d’eau, tandis que l'Acacia possède de longues racines qui lui permettent de puiser l’humidité en profondeur. Le Nerium oleander (Nerium oleander), est une autre espèce qui se développe dans les régions arides, résistant à des températures élevées et capable de survivre à de longues périodes de sécheresse.
Certaines plantes de la wilaya sont également utilisées à des fins médicinales et alimentaires. Le Moringa oleifera (Moringa oleifera), souvent appelé "arbre miracle", est prisé pour ses vertus nutritives et médicinales. Ses feuilles, riches en vitamines et minéraux, sont utilisées dans de nombreuses préparations traditionnelles. Le Figuier de Barbarie (Opuntia ficus-indica), également présent dans la région, est une plante succulente qui produit des fruits comestibles riches en vitamine C, couramment consommés dans la région. Ces plantes jouent un rôle clé dans l’alimentation locale et sont adaptées aux conditions de sécheresse extrême.
La région de Tamanrasset abrite également des espèces végétales spécifiques aux montagnes du Hoggar, comme le Genévrier (Juniperus) qui prospère dans les zones plus fraîches et moins arides de la région, notamment dans les hauteurs du massif. On y trouve également autrefois le Pin d'Alep (Pinus halepensis), qui préfère des environnements plus tempérés. Les oasis, bien que rares, représentent des points d'eau précieux où des plantes comme le Palmier dattier (Phoenix dactylifera) trouvent un environnement propice à leur développement. Le palmier dattier est cultivé pour ses fruits, les dattes, qui sont une source essentielle de nourriture dans les régions désertiques.
Les cactus et autres plantes succulentes sont des symboles du désert saharien. Leur capacité à stocker de l’eau leur permet de survivre dans des conditions particulièrement difficiles. En plus des cactus, d’autres plantes succulentes comme certaines espèces de Suaeda (Suaeda vermiculata) jouent un rôle important dans la stabilisation des sols et la prévention de l’érosion des dunes.
Malgré la rareté des végétaux dans cette région, la flore de Tamanrasset est d’une grande importance écologique. Les espèces végétales de la région sont essentielles pour maintenir l’équilibre de l’écosystème désertique. Cependant, certaines de ces plantes, telles que le Cédrat (Citrus medica), et certains Genévriers, sont menacées par la désertification, le changement climatique et la pression humaine. La gestion durable de la végétation saharienne est donc cruciale pour préserver la biodiversité locale et éviter la dégradation des écosystèmes désertiques.

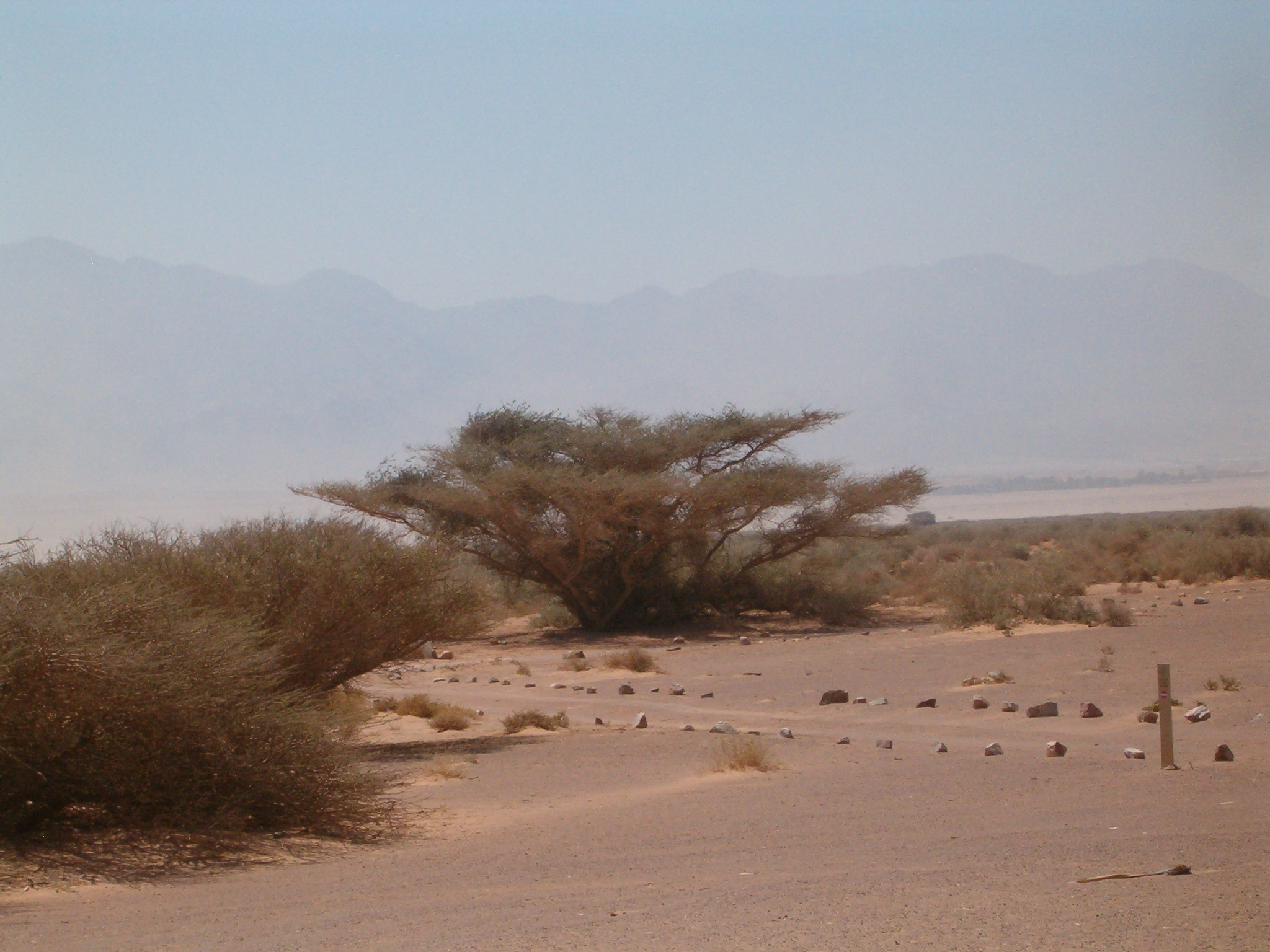
Acacia faux-gommier.
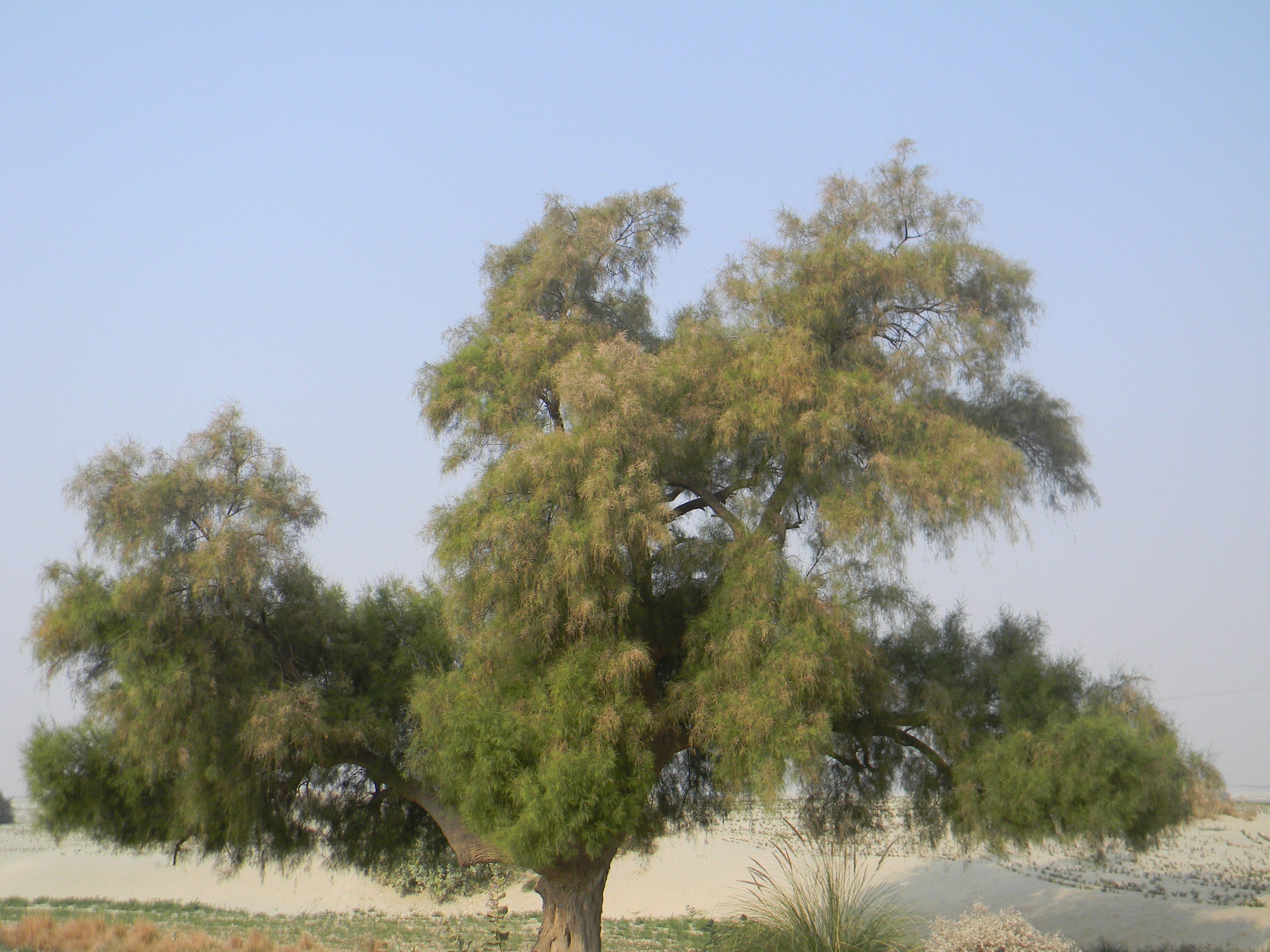
Tamarix articulata.
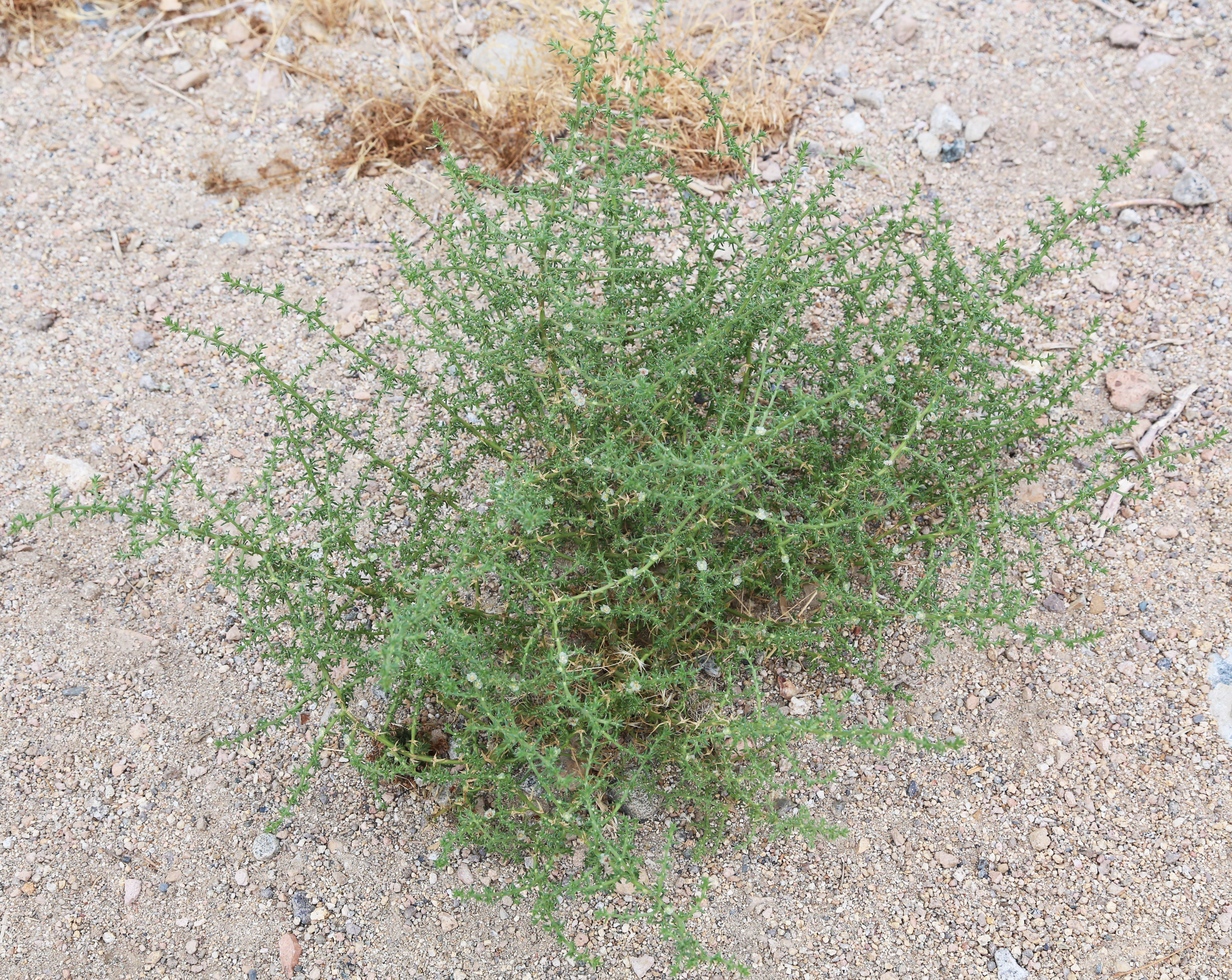
Salsola.
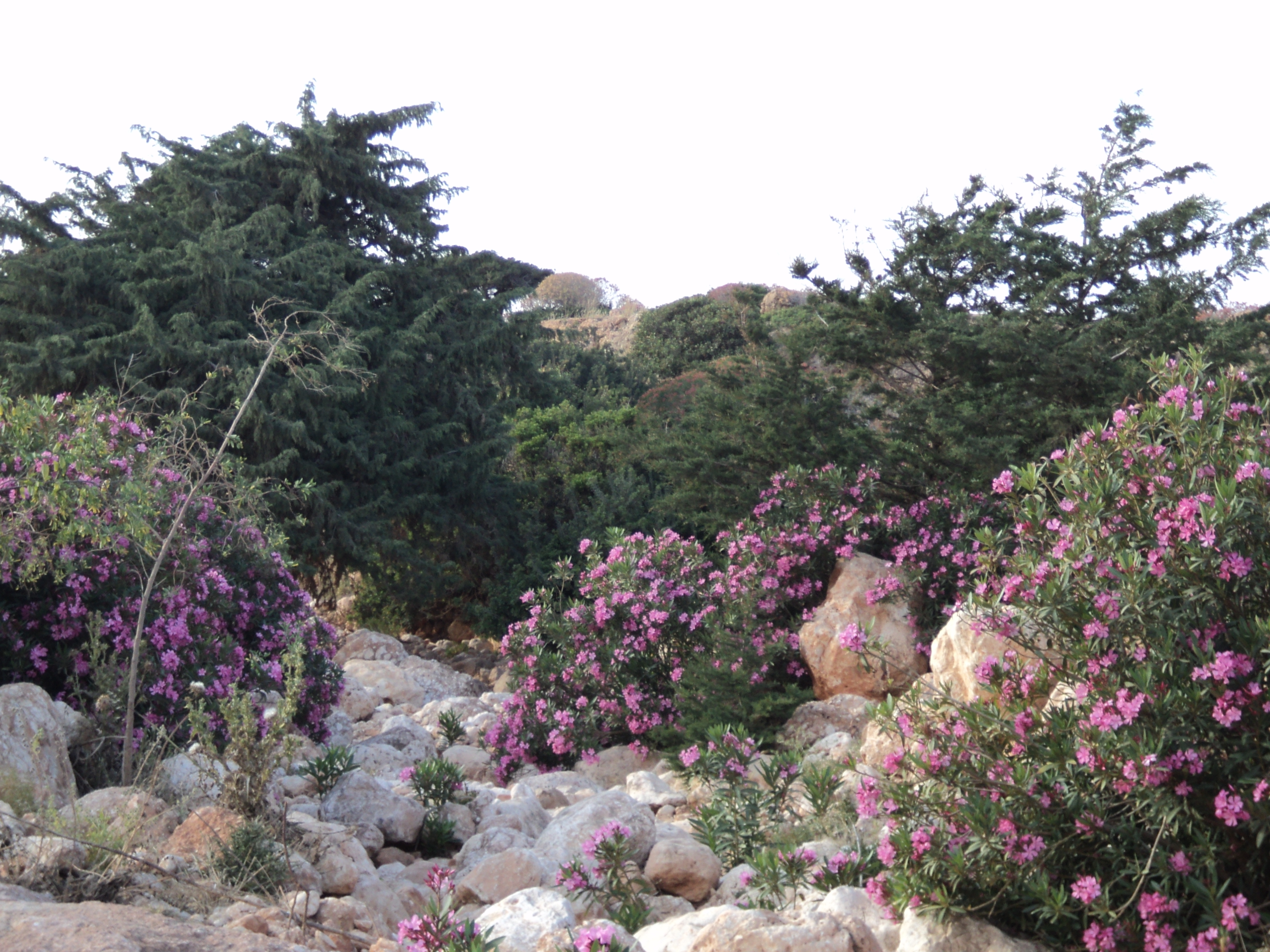
Nerium oleander.
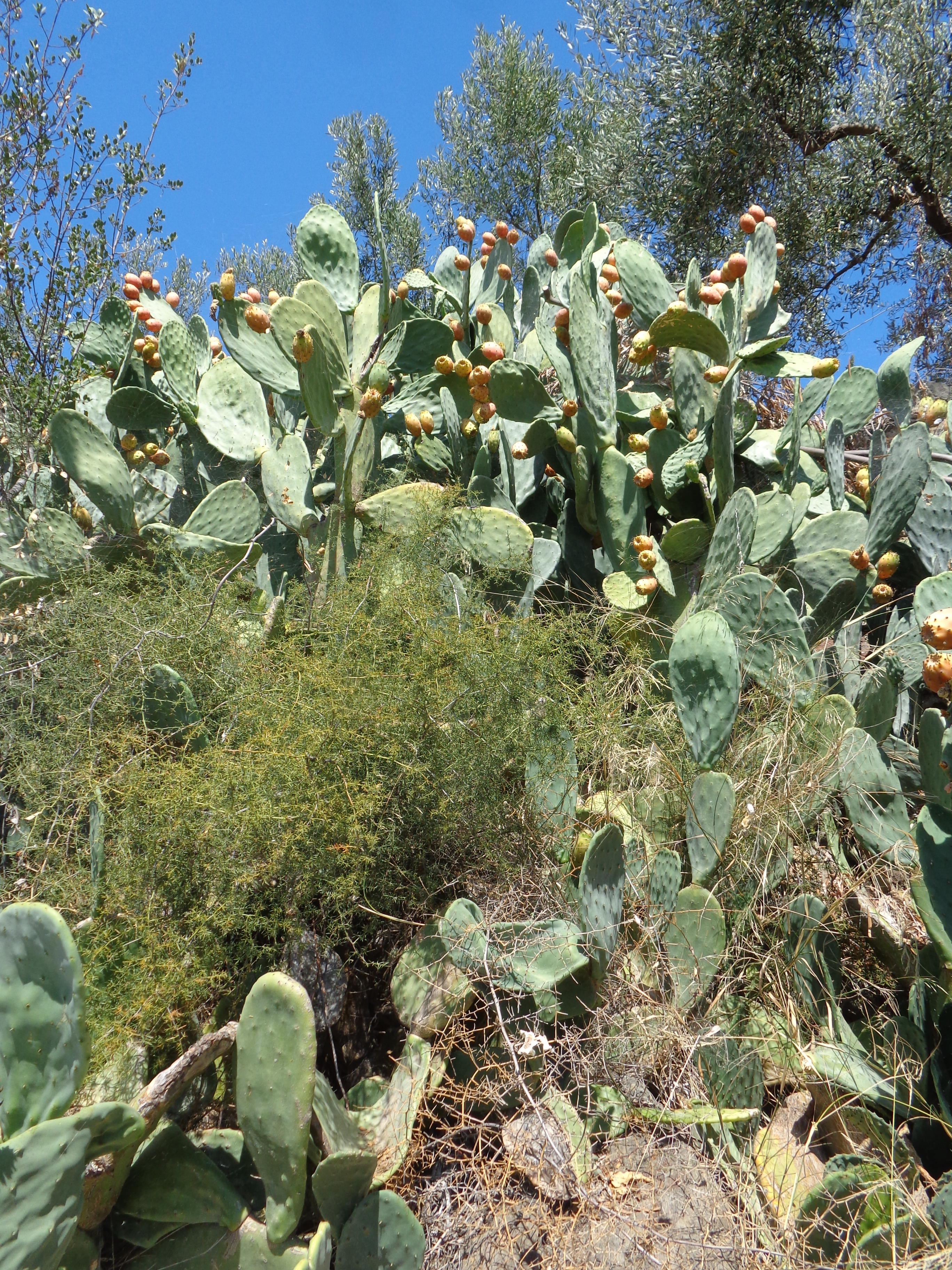
Opuntia ficus-indica.
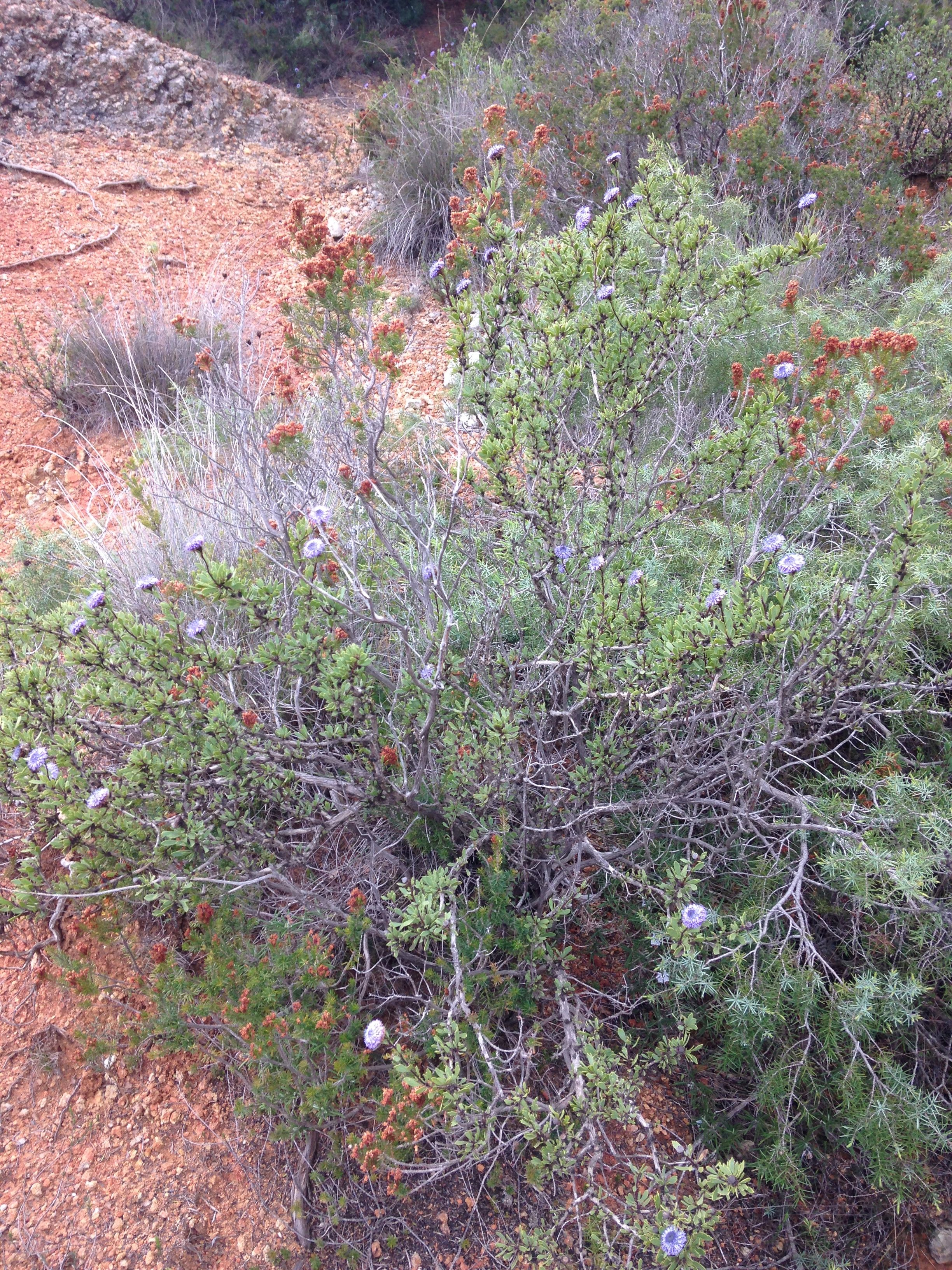
Globulaire buissonnante.
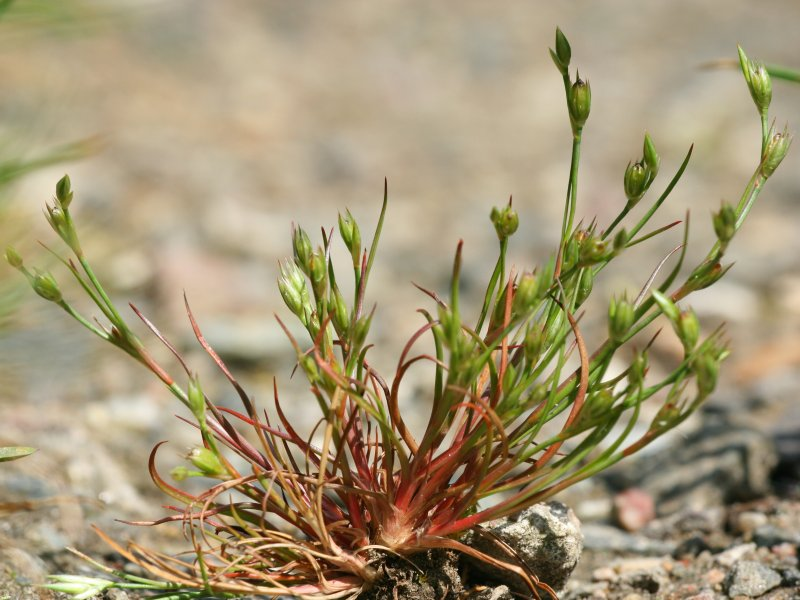
Juncus bufonius.
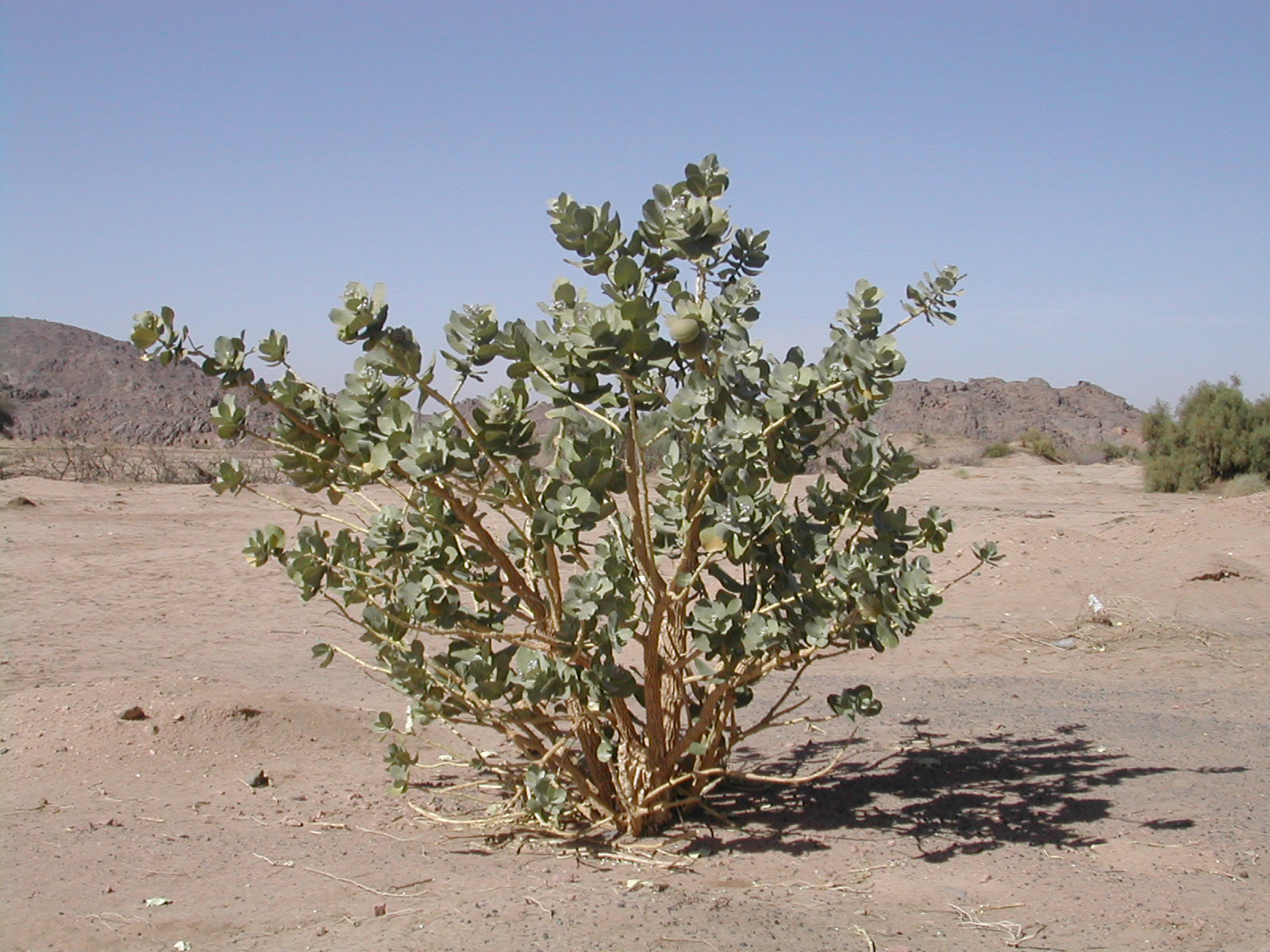
Pommier de Sodome.
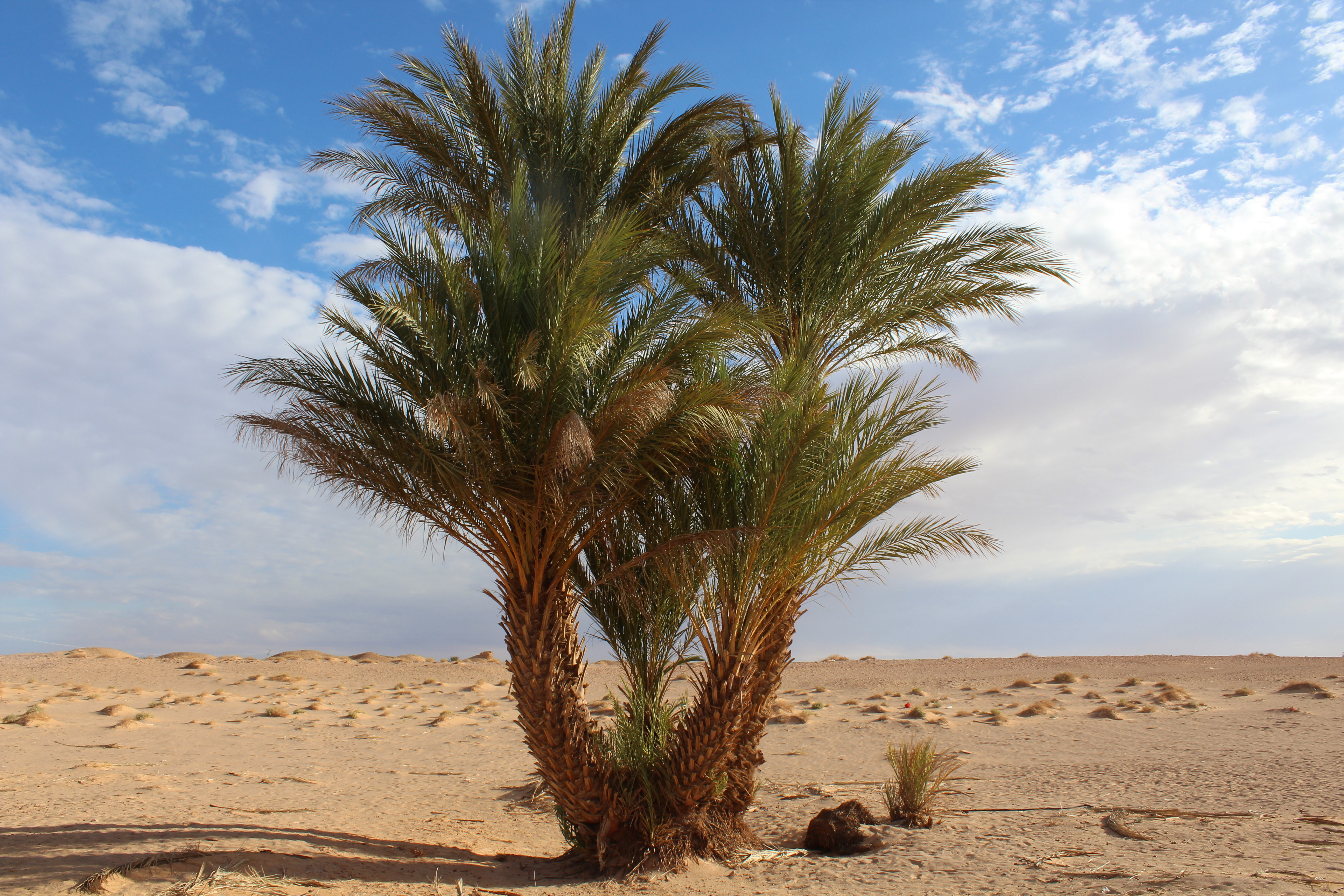
Phoenix dactylifera.

### Espaces protégés

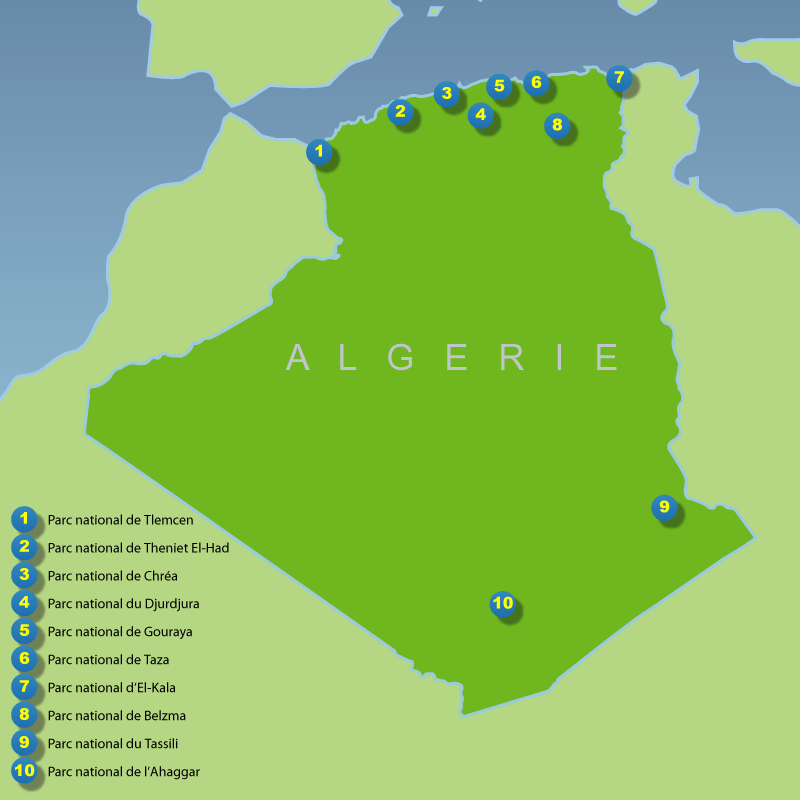
Carte des parcs nationaux d’Algérie.

La wilaya de Tamanrasset, abrite plusieurs espaces protégés qui jouent un rôle fondamental dans la préservation de la biodiversité et la gestion des ressources naturelles. Parmi ces espaces, le Parc culturel de l'Ahaggar, créé en 1987, couvre une superficie de plus de 1,3 million d’hectares et s’étend sur les montagnes du Hoggar, classées patrimoine mondial de l’UNESCO depuis 2012. Ce parc protège des paysages exceptionnels, des massifs montagneux aux vallées rocheuses, abritant une flore et une faune uniques. Le parc est un refuge pour des espèces menacées telles que le mouflon à manchettes (Ammotragus lervia) et l'addax (Addax nasomaculatus), bien que cette dernière soit aujourd’hui extrêmement rare dans la région. D’autres espèces comme le fennec (Vulpes zerda) trouvent également refuge dans ces montagnes.
En plus du parc culturel de l'Ahaggar, la région est dotée du Parc culturel du Tassili, un site protégé situé à cheval entre la wilaya de Tamanrasset et la wilaya de Djanet, et inscrit comme Site Ramsar en raison de son importance pour la biodiversité et ses écosystèmes aquatiques uniques. Ce parc, situé dans le massif du Tassili n'Ajjer, est un véritable sanctuaire pour la faune du désert et la flore des montagnes sahariennes. Il joue un rôle essentiel dans la conservation des écosystèmes locaux, abritant des espèces végétales adaptées aux conditions désertiques comme le genévrier, ainsi que d’autres plantes spécifiques. Il permet aussi des études sur la biodiversité saharienne et des stratégies de conservation adaptées à ce milieu extrême.
Les oasis et les gueltas (points d’eau rares dans le désert) sont également considérés comme des espaces protégés, jouant un rôle essentiel dans la survie de la biodiversité saharienne. Ces zones d’eau abritent des poissons tels que le Barbus deserti et des oiseaux migrateurs, en plus de constituer des ressources vitales pour la faune locale. Les gueltas sont particulièrement vulnérables à la desertification et à la surexploitation, ce qui rend leur protection d’autant plus cruciale.
Afin de garantir la conservation de ces espaces, le gouvernement algérien, en collaboration avec des organisations internationales, met en place des programmes de gestion durable et de sensibilisation. Des efforts sont également déployés pour lutter contre le braconnage, la desertification et la gestion de l’eau, tout en soutenant des projets de reforestation et de restauration des écosystèmes. Ces initiatives visent à préserver les écosystèmes fragiles du Sahara et à assurer un avenir durable pour les populations locales et la faune saharienne.

## Histoire

### Préhistoire

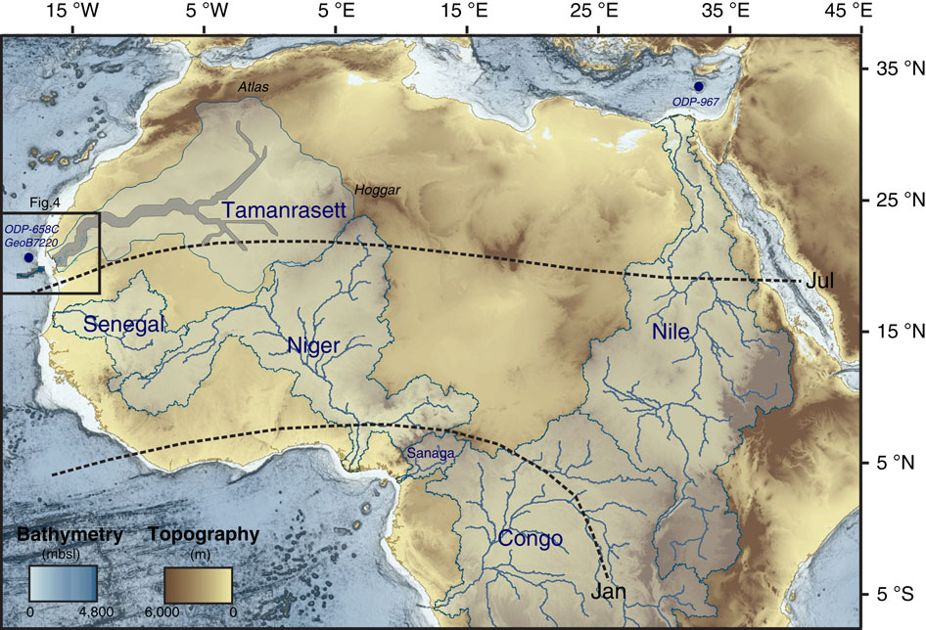
Le fleuve de Tamanrasset.

La wilaya de Tamanrasset, située dans le sud de l'Algérie, abrite des vestiges préhistoriques importants qui témoignent de l'occupation humaine ancienne dans le Sahara. Les premières traces d'occupation remontent au Paléolithique inférieur, il y a environ 2,5 millions d'années, où les populations humaines, principalement des chasseurs-cueilleurs, ont commencé à s’installer dans la région,. Ces premiers habitants ont laissé derrière eux des outils en pierre taillée, des témoins de leur présence et de leur mode de vie. À cette époque, le climat était plus humide qu'aujourd'hui, offrant des conditions propices à l’installation humaine. L'une des découvertes les plus remarquables de cette période sont les peintures rupestres qui ornent les montagnes du Tassili n'Ajjer et de l'Ahaggar. Ces peintures, datant de 8 000 à 10 000 ans avant notre ère, représentent des scènes de faune, comme des girafes et des éléphants, qui peuplaient alors le Sahara.
Un autre élément significatif de la préhistoire de Tamanrasset est l'existence d'un fleuve de Tamanrasset, qui traversait la région il y a environ 5 000 ans. Ce fleuve, aujourd'hui asséché, témoignait d'un climat beaucoup plus humide que celui que connaît le Sahara actuel. L’eau de ce fleuve a sans doute joué un rôle essentiel dans l’implantation et la sédentarisation des premières communautés humaines. Les populations locales ont utilisé cette source d'eau pour l’agriculture et l’élevage, contribuant ainsi au développement de ces sociétés anciennes.
Au Néolithique, la région de Tamanrasset connaît une évolution marquante avec l’émergence des premières formes de sédentarisation. Les populations commencent à pratiquer l’agriculture et l’élevage, domestiquant le bétail et cultivant certaines plantes. Ce changement de mode de vie marque un tournant dans l’histoire de la région, car il s’accompagne d’une organisation sociale plus complexe. Les sites archéologiques comme ceux de Tassili n'Ajjer, inscrits au patrimoine mondial de l'UNESCO, continuent de livrer de précieux témoignages sur ces premières sociétés humaines, dont les croyances et les pratiques religieuses sont inscrites dans les gravures et peintures rupestres. La région de Tamanrasset, par ses découvertes archéologiques, révèle ainsi une histoire humaine, qui met en lumière l'adaptabilité des populations anciennes face aux transformations climatiques et géographiques du Sahara.

### Antiquité
L'Antiquité de la wilaya de Tamanrasset se caractérise par une histoire marquée par l'influence de diverses civilisations, même si la région était moins peuplée et moins documentée que d'autres parties de l'Afrique du Nord. L'une des figures les plus fascinantes de cette époque est celle de Tin Hinan, une figure semi-mythologique souvent considérée comme la fondatrice légendaire des Touaregs. Selon les traditions, elle serait une reine et une ancêtre du peuple touareg, vénérée pour son rôle de guide et de protectrice. Les vestiges associés à Tin Hinan, notamment son tombeau découvert dans les montagnes de l'Ahaggar, témoignent de l'importance de cette figure dans l'histoire de la région, bien que la réalité historique de Tin Hinan demeure partiellement floue et mélangée à des éléments mythologiques.
Au nord de la wilaya, la présence du Royaume de Numidie, qui régna sur une grande partie de l'Afrique du Nord durant l'Antiquité, est bien attestée, mais la région de Tamanrasset elle-même ne semble pas avoir fait partie de son territoire. Les royaumes numides étaient centrés autour de l'actuelle nord de l'Algérie et de l'ouest de Tunisie, avec des relations diplomatiques et commerciales avec les Romains et d'autres civilisations méditerranéennes. Cependant, il n'y a pas de traces directes de la présence numide dans la wilaya de Tamanrasset.
En revanche, l'influence de l'Empire romain s'étendait bien au-delà de ses frontières classiques, et des traces de cette présence sont évidentes dans la région. L'Empire romain, cherchant à sécuriser ses routes commerciales vers le sud et à étendre son influence, a envoyé plusieurs expéditions pour explorer des passages à travers le désert du Sahara afin d’atteindre l'Afrique sahélienne. L'un des témoignages les plus marquants de cette expansion est le voyage de Lucius Cornelius Balbus Minor, un haut dignitaire romain, qui, en 19 av. J.-C., est devenu le tout premier Européen documenté à avoir traversé le Sahara. Selon les écrits de l'époque, Balbus Minor a emprunté un itinéraire qui le mena à travers la région qui est aujourd’hui la wilaya de Tamanrasset. Bien que les détails exacts de son parcours soient encore débattus, il est généralement admis qu’il a traversé cette vaste région saharienne lors de son expéditions en Afrique du Nord. Les preuves archéologiques et les rapports historiques indiquent qu’il a probablement emprunté des voies traversant le massif du Hoggar et la région de Tamanrasset, renforçant ainsi l’idée que cette zone était déjà utilisée comme une route de passage par les Romains,.
Les Romains ont cherché à établir des contacts commerciaux avec les populations locales et à faciliter l’accès à des ressources précieuses, telles que le sel et l'or, qui étaient échangées entre les régions sahariennes et le monde méditerranéen. Ces explorations romaines sont souvent mentionnées dans les écrits de l'époque, qui relatent les difficultés rencontrées par les éclaireurs romains face à l’immensité et aux conditions extrêmes du désert. Ces incursions n'ont cependant pas conduit à une occupation permanente de la région, mais ont constitué un élément clé de l’histoire romaine dans sa tentative d'ouvrir de nouvelles routes commerciales vers le sud de l’Afrique.

### Moyen Âge

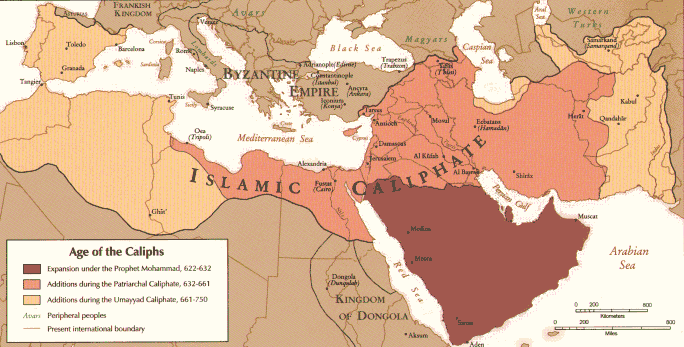
La carte montre l'extension du Califat omeyyade, marquant ainsi le début de l'islamisation de l'Afrique du Nord et, par conséquent, le début de l'islamisation de la région de Tamanrasset.

Le Moyen Âge de la wilaya de Tamanrasset est une période marquée par des mouvements nomades et l’influence grandissante des puissances islamisées dans la région du Sahara. Bien que les informations directes sur Tamanrasset durant cette époque restent limitées, les événements qui se sont déroulés dans les régions avoisinantes fournissent un cadre pour comprendre l’évolution de cette région saharienne,.
Avec l’arrivée de l’islam au VIIe siècle, la région de Tamanrasset est progressivement intégrée dans le vaste réseau commercial et culturel du monde islamique. Au fil des siècles, cette zone devient un carrefour stratégique pour les caravanes transsahariennes reliant le Maghreb aux régions subsahariennes. Ces routes commerciales, notamment celles du sel et de l'or, sont vitales pour les échanges économiques entre le nord et le sud de l’Afrique. Les Touaregs, peuple nomade établi dans les montagnes de l'Ahaggar, jouaient un rôle central dans ces échanges, facilitant les routes commerciales et assurant la sécurité des caravanes.
Au cours du Moyen Âge, la région faisait partie du domaine d’influence des Dynasties berbères et des puissances islamisées qui ont marqué l’histoire de l’Afrique du Nord, telles que les Rostemide et les Fatimides, qui ont eu une influence politique et culturelle importante sur le Sahara,. Cependant, contrairement à d’autres régions du Maghreb, Tamanrasset elle-même ne semble pas avoir été le centre d’un pouvoir local majeur, mais plutôt une zone de passage et de rencontre pour les peuples nomades. Les Touaregs, avec leurs traditions culturelles et religieuses spécifiques, ont conservé une autonomie notable tout en interagissant avec ces différentes dynasties, ce qui leur a permis de préserver leur identité et de renforcer leur influence dans le Sahara.
Un autre élément important de cette période est la montée en puissance des Sultanats de l’Afrique saharienne qui ont cherché à établir une domination sur les routes commerciales traversant le Sahara. Tamanrasset, bien que relativement isolée, se trouvait néanmoins au cœur de ces réseaux commerciaux et politiques. La ville de Tamanrasset elle-même n’émerge qu’à une époque plus récente, mais la région a longtemps été habitée et traversée par des tribus et des groupes qui s’inscrivent dans l’histoire plus vaste du commerce transsaharien.
En somme, le Moyen Âge pour la wilaya de Tamanrasset reste une période de transition, marquée par l'essor des échanges entre le nord et le sud du Sahara, l'extension de l'islam et l’influence des puissances berbères et arabes. La région, dominée par des populations nomades comme les Touaregs, est avant tout un lieu de passage et de rencontre entre différentes cultures et dynasties.

### Renaissance

La carte montre la routes commerciales transahariennes (1000-1500).

La période de la Renaissance (XIVe - XVIIe siècle) est marquée par des bouleversements géopolitiques importants en Afrique du Nord, mais aussi une consolidation des puissances régionales dans le monde islamique. Bien que la wilaya de Tamanrasset, située dans le désert du Sahara, soit relativement isolée, elle n’est pas totalement coupée des dynamiques de l’époque. La Régence d'Alger, qui prend le contrôle d'une partie du Maghreb au XVIe siècle, exerce une influence indirecte sur la région de Tamanrasset, notamment par le biais des routes commerciales transsahariennes. Ces dernières, reliant le Maghreb à l’Afrique sahelienne, permettent l’échange de produits précieux comme le sel, l’or et le cuir. Si Tamanrasset elle-même ne devient pas un centre névralgique de ces échanges, elle reste un carrefour stratégique pour les caravanes traversant le Sahara. Par ailleurs, l’intérêt croissant des puissances européennes, notamment les Espagnols et les Portugais, pour les routes transsahariennes, commence à émerger, avec des tentatives de contrôle de ces voies commerciales. Néanmoins, la région conserve une certaine indépendance vis-à-vis de ces nouvelles puissances, en grande partie grâce aux populations nomades qui y résident.
Les Touaregs, peuple nomade et semi-nomade du Sahara, jouent un rôle essentiel dans la gestion de ces routes commerciales et la sécurité des caravanes. Bien qu'ils soient confrontés à une influence croissante des Ottomans et des Européens, ils réussissent à préserver leur autonomie et leur identité culturelle. La région reste donc sous l’influence d’une culture nomade, où l’islam, tout en se diffusant davantage, coexiste avec les traditions locales des Touaregs. Si Tamanrasset ne devient pas un centre majeur de pouvoir, elle reste une zone de passage incontournable pour les échanges entre le Maghreb et le Sahel. La période de la Renaissance, pour la wilaya de Tamanrasset, se caractérise ainsi par une continuité dans les échanges commerciaux sahariens, mais aussi par la résistance des populations locales face aux tentatives de domination extérieure, que ce soit par les puissances ottomanes ou européennes.

### Époque moderne

Carte montrant l'évolution territoriale de l'Algérie française, de 1830 à 1962.

L'Époque moderne de la wilaya de Tamanrasset commence avec la conquête de l'Algérie par la France en 1830, marquant un tournant majeur dans l'histoire de la région. La France commence à s'installer progressivement, exerçant une pression sur les populations locales et modifiant l'équilibre politique et social. Tamanrasset, située au cœur du Sahara, est alors plus à l'écart de la conquête directe, mais reste influencée par les nouvelles dynamiques coloniales qui s’imposent. La résistance des populations locales, notamment les Touaregs, se renforce au fur et à mesure que la présence française se consolide dans le pays. Cela se traduit par des tensions croissantes entre les autorités coloniales et les différentes tribus sahariennes, qui résistent fermement à l'occupation et à l’imposition de nouvelles structures administratives.
Une des conséquences importantes de cette période est la chute de la Confédération du Khel Agghar, une organisation tribale touareg qui avait une forte influence dans le Hoggar, une région située dans la wilaya de Tamanrasset. La Confédération regroupait plusieurs tribus touaregs qui jouissaient d'un pouvoir relativement autonome avant l’arrivée de la France. Cette confédération jouait un rôle crucial dans la gestion des routes commerciales transsahariennes et dans la protection des caravanes traversant le désert. Cependant, avec la montée en puissance de l'occupation coloniale et les affrontements qui en découlent, la confédération perd son influence et sa cohésion. L'impact de la colonisation française sur la région se fait sentir à travers la destruction de l'ordre politique traditionnel et la réorganisation des territoires sahariens sous le contrôle direct de l'administration coloniale. Malgré cela, les Touaregs et d'autres groupes locaux continuent à résister, cherchant à préserver leur autonomie et leur culture face à l'occupation étrangère.
Une figure marquante de cette époque est Moussa ag Amastan, un chef touareg influent de la région de Tamanrasset. Moussa ag Amastan a joué un rôle crucial dans la résistance à l'occupation française. Après plusieurs années de luttes et de guérillas contre l’armée coloniale, il se rend aux autorités françaises le 19 janvier 1904, marquant ainsi la fin de la résistance active des Touaregs dans la région du Hoggar et la consolidation du pouvoir colonial. Cet événement met un terme à une longue période de résistance armée et symbolise la victoire de la France dans cette partie du Sahara. Cependant, cette reddition ne marque pas la fin de la lutte pour l'autonomie des Touaregs, qui continuent à entretenir un profond sentiment de résistance culturelle et politique envers les autorités coloniales,
Un autre personnage clé de cette époque est Charles de Foucauld, un explorateur, ethnologue et missionnaire français qui arrive à Tamanrasset en 1901. De Foucauld choisit de vivre parmi les Touaregs et de les étudier de près, tout en cherchant à les convertir au christianisme. Sa présence dans la région va au-delà de la mission religieuse, puisqu'il devient un médiateur entre les autorités françaises et les populations sahariennes. À travers ses écrits et ses observations, il devient un témoin privilégié de la culture touareg et de la vie dans le désert, contribuant à la documentation des traditions et des modes de vie des Touaregs,. Son rôle en tant que missionnaire et médiateur est ambigu : tout en étant respecté par certains Touaregs pour sa connaissance de leur culture, sa présence est aussi perçue par d’autres comme un symbole de l’impérialisme colonial. Il est tué en 1916, dans des circonstances mystérieuses, probablement par des bandits ou des tribus locales opposées à la présence française, mais son impact sur la région, à la fois spirituel et culturel, reste significatif.

### Époque contemporaine

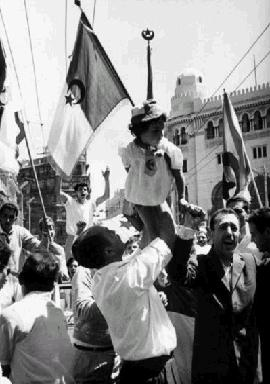
Image montrant des Algériens en liesse après la déclaration d'indépendance.

L'Époque contemporaine de la wilaya de Tamanrasset est marquée par les grands bouleversements du XXe siècle, notamment la décolonisation de l'Algérie et la lutte pour l'indépendance, qui a transformé de manière radicale la région. Après la Seconde Guerre mondiale, les empires coloniaux européens, affaiblis par les événements mondiaux, ne parviennent plus à maintenir leur emprise sur leurs colonies. Cette situation crée un terreau fertile pour la montée des mouvements nationalistes, en Algérie comme ailleurs. Dès les années 1940, la révolution nationaliste algérienne prend de l'ampleur, avec la formation de partis politiques et des manifestations contre la domination coloniale. En 1954, l'Armée de libération nationale (ALN) lance la guerre d'Algérie, une lutte sanglante et déterminée contre les autorités françaises, marquée par des affrontements violents, des répressions sévères et un fort engagement des populations algériennes. La wilaya de Tamanrasset, comme le reste de l'Algérie, devient un terrain de conflit entre le mouvement indépendantiste et les forces coloniales françaises. Cependant, le Sahara, souvent perçu comme une région périphérique du territoire, va jouer un rôle stratégique dans cette guerre, notamment en raison de sa proximité avec les bases militaires et les installations de l'armée française.
Parallèlement à cette guerre d'indépendance, un aspect particulièrement sombre et controversé de l'histoire de la wilaya de Tamanrasset est le rôle qu'elle a joué dans les essais nucléaires français. En effet, après la fin de la Seconde Guerre mondiale et l'acquisition de l'armement nucléaire par la France, le gouvernement français choisit le Sahara comme site pour ses premiers essais nucléaires, principalement en Algérie. La wilaya de Tamanrasset, avec ses vastes étendues désertiques, est ainsi devenue un lieu de tests de bombes atomiques, ce qui a eu des conséquences dramatiques sur les populations locales, tant sur le plan sanitaire que écologique. Le premier essai nucléaire français dans le Sahara a eu lieu à Reggane en 1960, et plusieurs autres suivront, jusqu'en 1966, malgré les protestations des nations africaines et des mouvements de décolonisation. Ces essais nucléaires ont laissé un héritage de contaminations radioactives et ont eu des impacts environnementaux dévastateurs sur la région. La population locale, souvent ignorée par les autorités françaises, a été exposée aux radiations et aux conséquences des tests, bien que la France n’ait pas reconnu immédiatement l'ampleur de ces effets sur la santé des habitants. Ce chapitre sombre de l'histoire de la wilaya a souvent été minimisé ou occulté pendant de nombreuses années, mais il reste un aspect majeur de l’histoire de l’Algérie post-coloniale et de la lutte pour l'indépendance,.
Ainsi, la wilaya de Tamanrasset, tout en étant un symbole de résistance pendant la guerre d'Algérie, a également été un théâtre d'expérimentations militaires coloniales, avec les essais nucléaires qui ont marqué une époque de violences et de souffrances pour les populations locales. La région est devenue à la fois un symbole de la lutte pour la liberté et un lieu où l'empreinte de la puissance coloniale s'est manifestée de manière particulièrement tragique. Le processus de décolonisation a abouti à l'indépendance de l'Algérie en 1962, mais les cicatrices de cette époque demeurent visibles, tant sur le plan humain qu'environnemental.

## Population et société

### Démographie

#### Évolution du nombre d'habitants
La wilaya de Tamanrasset a connu une croissance démographique marquée au cours du 20e et du 21e siècle. Cette évolution a été influencée par divers facteurs, notamment l'immigration, les politiques de développement régional et l'amélioration des infrastructures. L'augmentation de la population a été particulièrement notable à partir des années 1970, avec une accélération au fil des décennies.
Au fur et à mesure de l'urbanisation et du développement régional, la wilaya de Tamanrasset a attiré des habitants non seulement des zones rurales environnantes mais aussi d'autres régions d'Algérie. Ce dynamisme démographique a également favorisé l'émergence de nouveaux services, d'infrastructures et d'initiatives économiques visant à répondre aux besoins d'une population en forte croissance.
| 1974   | 1987   | 1998    | 2008    | 2010    | 2015    | 2019    | 2021    | 2023    |
| ------ | ------ | ------- | ------- | ------- | ------- | ------- | ------- | ------- |
| 30 000 | 80 000 | 153 165 | 176 637 | 180 000 | 190 000 | 120 000 | 130 000 | 140 000 |

## Organisation de la wilaya

Découpage territorial après 2019 (représentation des cinq communes)

La wilaya de Tamanrasset a été créée à l'issue du découpage administratif de 1974. En février 2021, les circonscriptions administratives de In Salah et de In Guezzam sont promues en wilayas.
La wilaya est composée de trois daïras et de cinq communes.

### Contexte historique
La wilaya de Tamanrasset, telle que nous la connaissons aujourd'hui, a une histoire administrative particulière qui a évolué au fil du temps. Après l'indépendance de l'Algérie en 1962, la région faisait partie du Département des Oasis, qui était une vaste entité administrative couvrant une grande portion du sud de l'Algérie. Ce département, instauré sous la colonisation française, avait pour capitale Ouargla, puis Laghouat après 1968. À l'indépendance, et jusqu’en 1974, la région de Tamanrasset ne constituait pas une wilaya autonome, mais faisait partie de la wilaya des Oasis, une grande division administrative du pays.
C'est en 1974, sous la présidence de Houari Boumédiène, que la wilaya de Tamanrasset a officiellement vu le jour. Ce fut un tournant majeur pour cette région, qui a ainsi été séparée de la wilaya des Oasis et constituée en entité distincte. La création de la wilaya de Tamanrasset visait à répondre aux spécificités géographiques et culturelles de cette vaste région saharienne, tout en facilitant sa gestion locale. Cette décision a permis à la région de se développer indépendamment des autres territoires, en s'appuyant sur ses ressources naturelles et son héritage culturel, notamment les traditions des Touareg et des autres peuples nomades.
Cependant, la structure territoriale de la wilaya de Tamanrasset n’a pas cessé d'évoluer. En 2019, sous la présidence de Abdelmadjid Tebboune, un nouveau redécoupage territorial a modifié les frontières de cette wilaya. Deux régions, à savoir la wilaya d'In Guezzam et la wilaya d'In Salah, ont été détachées de la wilaya de Tamanrasset, ce qui a conduit à une réduction de sa superficie. La wilaya est ainsi passée de 556 185 km² à 338 560 km2, une diminution significative du territoire, mais qui a permis une gestion plus ciblée des différents espaces sahariens,.
Ce redécoupage a non seulement modifié la configuration géographique de la wilaya, mais a également eu un impact sur sa gestion administrative et son développement socio-économique. La wilaya de Tamanrasset, désormais plus concentrée, continue de jouer un rôle stratégique dans la région saharienne, notamment en matière de commerce transfrontalier et de gestion des ressources naturelles du désert. Ainsi, la wilaya de Tamanrasset, qui n'a été créée qu'en 1974, possède une histoire récente marquée par des réformes administratives importantes, mais aussi par l’ancrage de ses traditions et de ses spécificités culturelles, qui font d’elle une région au caractère bien distinct.

### Walis
Le poste de wali de la wilaya de Tamanrasset a été occupé par plusieurs personnalités politiques nationales depuis sa création le 2 juillet 1974 par l'ordonnance no 74-69 qui réorganise le territoire algérien en portant le nombre de wilayas de quinze à trente et une.
| N° | Wali                    | Début              | Fin               |
| -- | ----------------------- | ------------------ | ----------------- |
| 1  | Sassi Naïli             | 17 septembre 1974  | 4 avril 1975      |
| 2  | Lahcène Soufi           | 9 avril 1975       | 31 août 1978      |
| 3  | Salah Laouir            | 1er septembre 1978 |                   |
| 4  |                         |                    |                   |
| 5  | Ahmed Sebbah            |                    | 13 mai 1984       |
| 6  | Salah Brahimi           | 13 mai 1984        | 14 juillet 1987   |
| 7  | Nedjemedine Lakhal Ayat | 14 juillet 1987    | 29 juillet 1990   |
| 8  | Mohamed Chérif Djebbari | 29 juillet 1990    | 21 août 1991      |
| 9  | Rezgui Sahraoui         | 21 août 1991       | 2 novembre 1993   |
| 10 | Djamel Eddine Salhi     | 2 novembre 1993    | 22 août 1999      |
| 11 | Messaoud Djari          | 22 août 1999       | 11 août 2005      |
| 11 | Abderahmane Boubekeur   | 11 août 2005       | 30 septembre 2010 |
| 13 | Saïd Meziane            | 30 septembre 2010  | 4 mars 2013       |
| 14 | Abdelhakim Chater       | 4 mars 2013        | 15 juin 2014      |
| 15 | Mahmoud Djemaâ          | 15 juin 2014       | 22 juillet 2015   |
| 16 | Belkacem Silmi          | 22 juillet 2015    | 13 juillet 2017   |
| 17 | Djillali Doumi          | 13 juillet 2017    | 31 août 2020      |
| 18 | Mustapha Koriche.       | 31 août 2020       | 14 septembre 2022 |
| 19 | Mohamed Boudraa         | 14 septembre 2022  | en cours          |

## Infrastructures

### Éducation
En matière d'enseignement primaire et secondaire, la wilaya de Tamanrasset comprend pour l'année scolaire 2011/2012 : 139 écoles primaires, 135 collèges d'enseignement moyen (CEM) et 14 lycées. Quant aux élèves scolarisés, le nombre à la rentrée 2011 est estimé à 51554 inscrits dont 27486 dans les écoles primaires, 18152 dans les CEM et 5907 dans les lycées. Ces chiffres doivent être actualisés pour tenir compte des modifications de la structure de la wilaya après 2019.
L'université de Tamanrasset, officiellement créée en 2020, accueille  environ 7000 étudiants.

### Infrastructures énergétiques
La wilaya possède deux centrales électriques, trois micro-centrales et 1 584 km de réseau électrique. Ce qui permet d'avoir un taux de raccordement électrique d'environ 90 %. En outre, la wilaya dispose de huit villages solaires qui aliment 460 foyers.

### Institut national de recherche forestière
Cette wilaya abrite une station de recherche et d'expérimentation rattachée à l'Institut national de recherche forestière.

### Ressources hydriques

#### Forages et puits
Il existe à travers le territoire de la wilaya de Tamanrasset pas moins de 293 forages dont 202 en service ; ce qui permet d'avoir un taux de couverture en alimentation en eau potable (AEP) de 95 %. Pour l'assainissement, le taux est de 91 %.

#### Projet de transfert d'eau In Salah-Tamanrasset
Projet géant lancé en 2008 par le président Bouteflika qui prévoit le transfert d'eau sur une distance dépassant les 700 km entre In Salah et Tamanrasset. D’un coût global de 3 milliards de dollars, cet ouvrage pourrait atteindre une capacité de 100 000 m3/jour. Il ne puisera qu'une petite partie des immenses ressources hydriques dont recèle les profondeurs du Sahara algérien. Il est également prévu la création plusieurs unités urbaines tout au long du tracé de ce projet qui coïncide avec le tracé de la Route nationale 1 (RN1).
La réalisation de cette infrastructure a été confiée à deux groupements d'entreprises : Cosider-Zakhem-Erciyas (Algérie, Liban, Turquie) et CGC-SIPSC (Chine). Il comprend dans son ensemble 48 forages, deux conduites parallèles de 750 km chacune, six stations de pompage, deux grands réservoirs de 50 000 m3 chacun, et une station de déminéralisation d'une capacité de 100 000 m3.
Une première partie de ce projet a été livrée et inaugurée au mois de mars 2011.

#### Barrages
Cette wilaya comprend les barrages suivants:
- Barrage de Oued In Amguel.

Ces barrages font partie des 65 barrages opérationnels en Algérie alors que 30 autres sont en cours de réalisation en 2015.

### Santé

#### Infrastructures
- Hôpital de Tamanrasset.

#### Essais nucléaires
Selon l’Association des victimes des essais nucléaires à In Eker (Aven), plus de 500 victimes des essais nucléaires français dans le Sahara ont été recensées dans la wilaya de Tamanrasset.

### Transport

#### Voies de communication routières

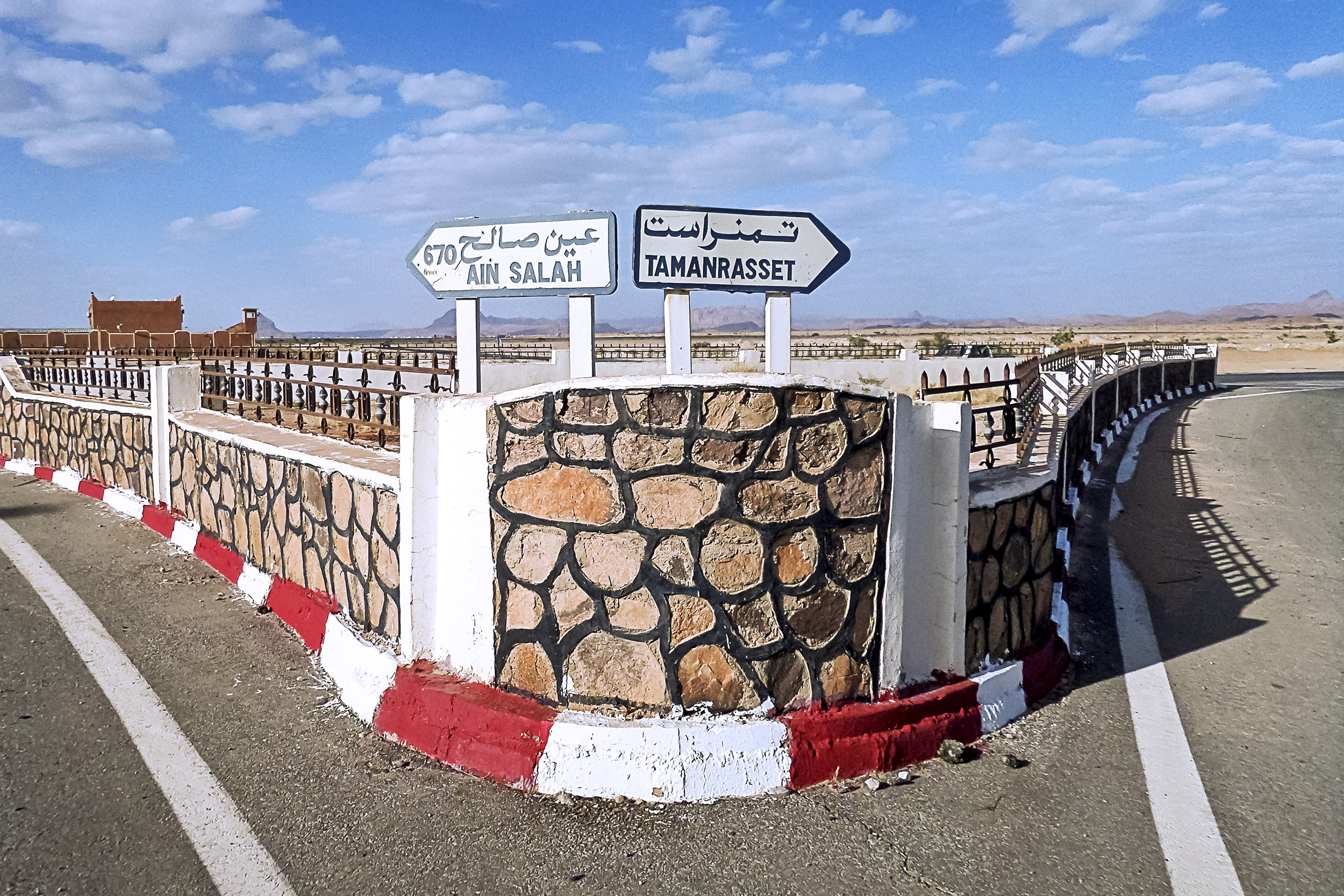
Intersection entre les villes de Tamanrasset et In Salah.

Le réseau routier de la wilaya de Tamanrasset couvre une distance totale de 8 655 km, comprenant diverses catégories de routes, allant des routes nationales aux chemins de wilaya, en passant par les routes régionales et locales. Ces infrastructures sont essentielles pour relier Tamanrasset aux autres régions du pays, ainsi que pour les échanges avec les pays voisins.
- Route nationale (RN1 ou N1) : Le réseau des routes nationales représente une part importante du système routier, avec environ 2 335 km. Ces routes relient la wilaya de Tamanrasset à des régions comme Béchar, Alger, et facilitent l'accès à des zones stratégiques du pays. La route nationale N1, par exemple, traverse le pays du nord au sud et relie Tamanrasset aux autres villes du pays et aux pays voisins, tels que le Niger et le Mali (zone contrôlée par les indépendantistes de l'Azawad).

- Chemins de wilaya (CW) : Les chemins de wilaya représentent environ 472 km de routes qui sont principalement utilisées pour le transport local et régional. Elles relient les différentes communes et localités de la wilaya de Tamanrasset, facilitant le transport de biens et de personnes à l'intérieur de la région.

- Pistes et routes sahariennes : En raison de la nature désertique de la région, il existe également des pistes non goudronnées, souvent utilisées pour les déplacements de plus longue distance et les échanges commerciaux transfrontaliers. Ces pistes sont souvent difficiles d'accès en raison des conditions climatiques extrêmes, mais elles sont vitales pour l'approvisionnement de la région, notamment pour les marchandises en provenance des pays voisins.

#### Transport aérien

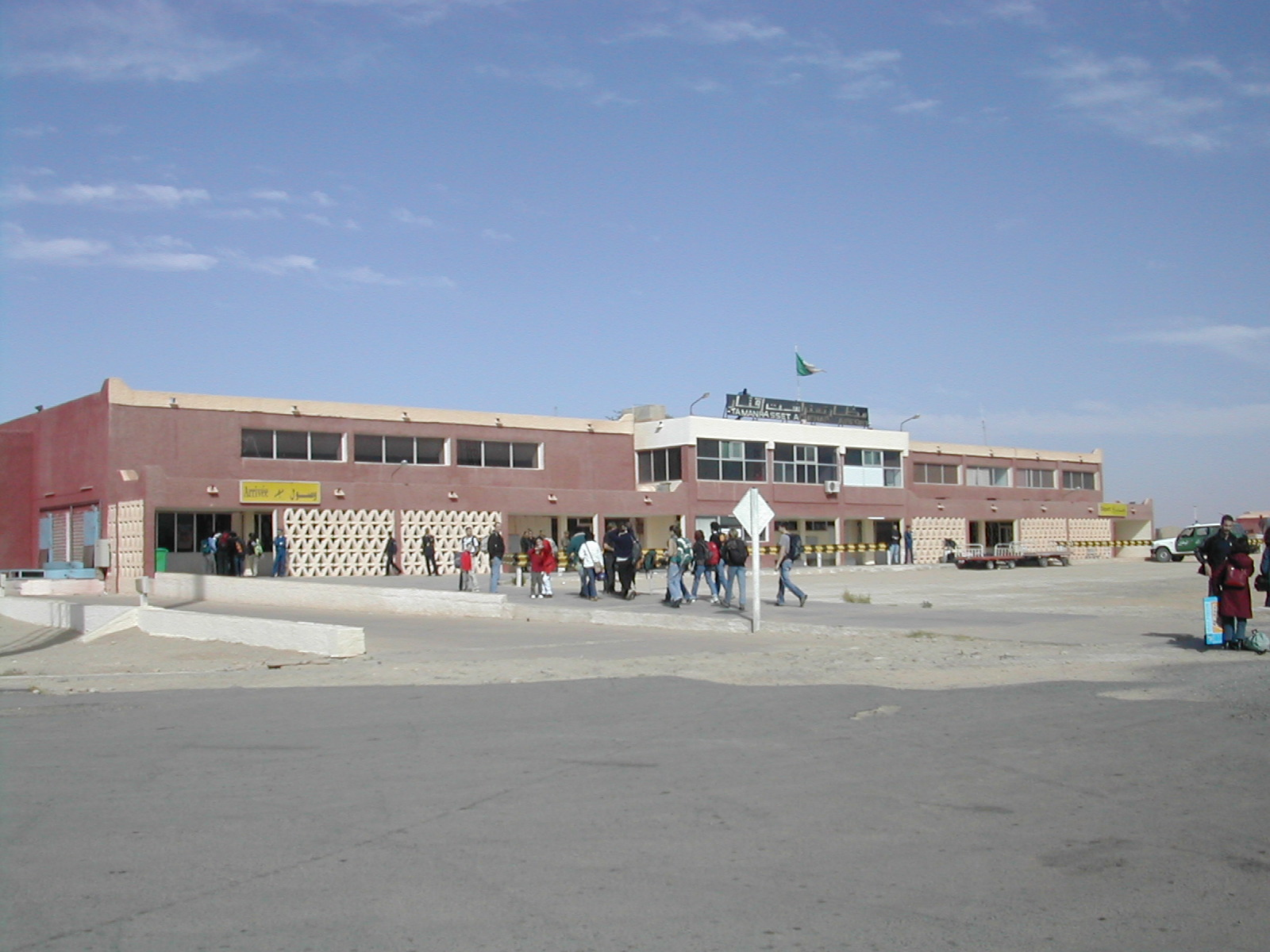
Aéroport de Tamanrasset - Aguenar - Hadj Bey Akhamok.

Tamanrasset dispose de l'un des aéroports les plus importants du sud de l'Algérie, le Tamanrasset – Aguenar. Cet aéroport permet de relier la wilaya aux autres grandes villes du pays et à des destinations internationales.
- Aéroport de Tamanrasset – Aguenar (TMR) : L'aéroport international de Tamanrasset est un hub majeur pour les vols en provenance et à destination du sud de l'Algérie. Il est régulièrement desservi par des vols commerciaux et permet des liaisons vers des villes comme Alger, Ouargla, Constantine, ainsi que des destinations internationales, notamment en direction des pays du Sahel, tels que le Mali et le Niger. Cette connectivité aérienne est essentielle pour le commerce transfrontalier, le tourisme, et les déplacements d’affaires.

- Transport aérien domestique et international : En plus des lignes nationales, l’aéroport de Tamanrasset assure également des vols réguliers pour soutenir les relations commerciales et diplomatiques entre l'Algérie et ses voisins du Sahel. L’aéroport est un point d’accès stratégique pour les voyageurs, notamment pour ceux venant du Sahara ou d'autres régions sahariennes.

#### Transport ferroviaire
Le transport ferroviaire reste limité dans la wilaya de Tamanrasset en raison de l'éloignement de la région par rapport au réseau ferroviaire national. À ce jour, Tamanrasset n'est pas reliée au réseau ferroviaire algérien. Cependant, le réseau ferroviaire national continue de s'étendre et pourrait, à l'avenir, intégrer le sud du pays dans le cadre de projets d'infrastructures nationaux.
- Projets futurs : Des projets sont en cours pour améliorer la connectivité ferroviaire en Algérie, notamment avec l'extension du réseau de train à grande vitesse et l'idée de relier les grandes villes du sud aux autres régions. Toutefois, les défis liés à la géographie désertique et à l’éloignement des centres urbains compliquent le développement du transport ferroviaire dans cette région spécifique[58].

## Économie

### Agriculture
L'élevage au niveau de la wilaya comprend des camelins, des ovins et des caprins. La wilaya possède une surface agricole limitée. On peut citer la phoeniciculture (agriculture oasienne) qui couvre 5 559 ha et l'arboriculture (1 227 ha).

### Tourisme

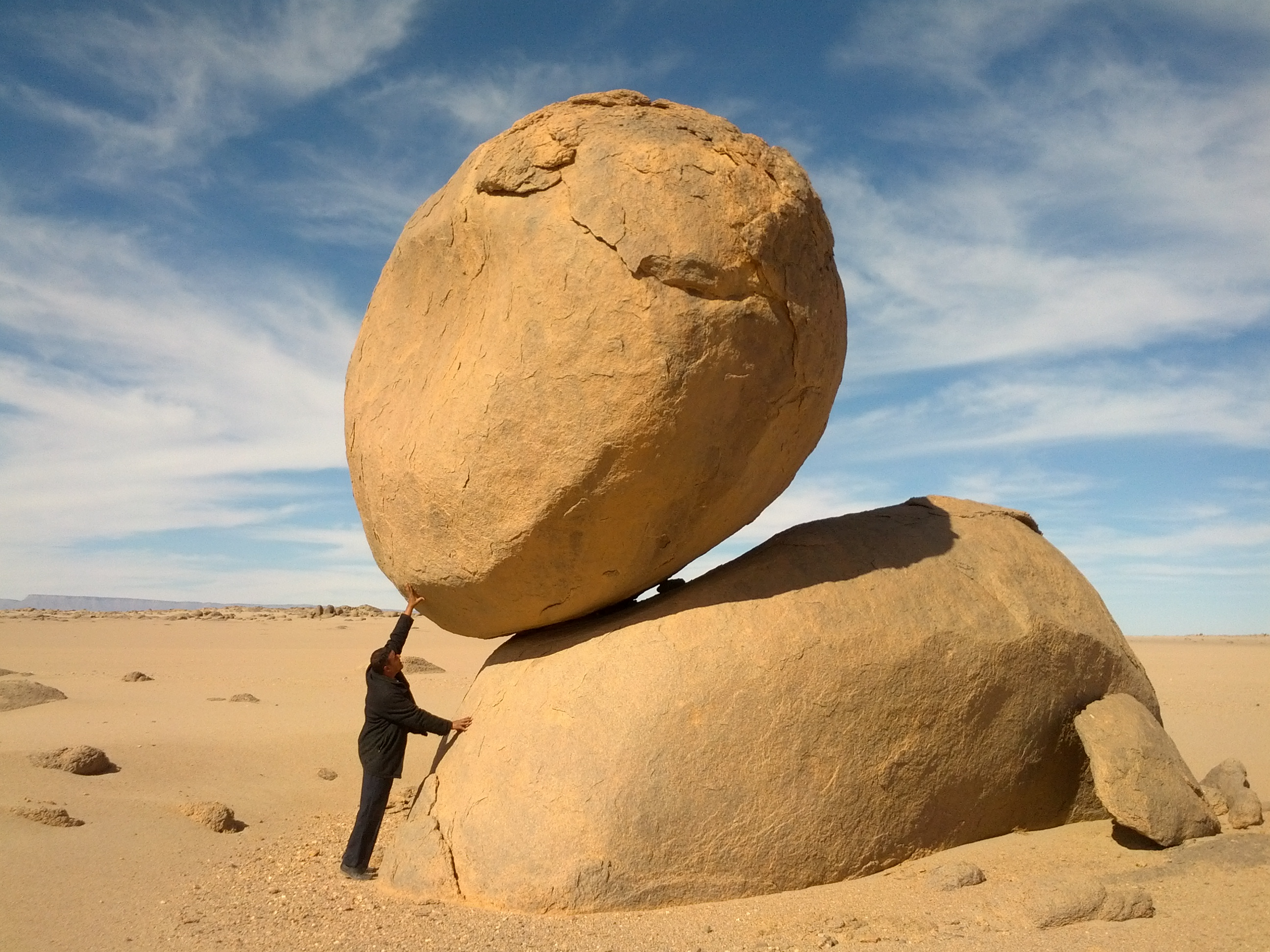
Formation géologique présentant des caractéristiques visuelles attrayantes.

La wilaya de Tamanrasset dispose de cinq hôtels, 11 campings et 67 agences de voyages et de tourisme. Par ailleurs, la wilaya comprend deux zones d'extension touristique: 46,7 ha au niveau de Tamanrasset et 23 ha à Idles. Le nombre de touristes étrangers ayant séjourné dans la wilaya s'élève à 8 643 personnes en 2005 (contre 3 237 en 2000).